# Bundestagswahl 2013
- Linke: 64
- SPD: 193
- Grüne: 63
- Union: 311

- Regierung: 504
- Opposition: 127

Die Wahl zum 18. Deutschen Bundestag fand am 22. September 2013 statt. Am selben Tag wurde auch die Landtagswahl in Hessen durchgeführt. Ein neues Wahlrecht legte fest, dass Überhangmandate durch Ausgleichsmandate ausgeglichen werden müssen.
Stärkste Partei wurde die CDU. Sie erreichte zusammen mit der CSU, mit der sie eine Fraktion im Bundestag bildet, 41,5 % (bestes Ergebnis seit der Bundestagswahl 1990) der gültigen Zweitstimmen. Damit vergrößerte sich der Abstand der Unionsparteien zur SPD, die nach ihren großen Verlusten im Jahr 2009 nur leicht hinzugewinnen konnte. Stimmen verloren hingegen die Grünen, die Linke und vor allem die FDP, die erstmals seit Gründung der Bundesrepublik nicht mehr im Parlament vertreten war; damit hatte der 18. Bundestag vier Fraktionen.
Ein Rekordhoch (15,7 %) gab es bei den Stimmen für Parteien, die – wie die FDP und die erstmals angetretene Alternative für Deutschland  (AfD) – an der 5-Prozent-Hürde scheiterten. Somit wurden die im Parlament vertretenen Parteien von weniger als 60 % der Berechtigten gewählt, obwohl die Wahlbeteiligung mit 71,5 % um 0,72 Prozentpunkte über dem historischen Tief der letzten Bundestagswahl lag. Auch führte es dazu, dass die Unionsparteien trotz ihres Ergebnisses von etwas über 40 % eine absolute Mehrheit der Sitze nur knapp verfehlten. In der Folge wurde erneut Kritik an der Sperrklausel laut.
Der neue Bundestag trat am 22. Oktober erstmals zusammen, dem letzten Tag der dafür in Art. 39 Abs. 2 des Grundgesetzes vorgeschriebenen Frist. 230 der 631 Abgeordneten (= 36,5 %) waren erstmals Mitglied des Deutschen Bundestages. 230 der Abgeordneten waren Frauen (in der vorigen Legislaturperiode waren es 204).
Die Parteien CDU, CSU und SPD verständigten sich auf eine Koalitionsregierung. Am 17. Dezember wählte der Bundestag Angela Merkel zur Bundeskanzlerin. Anschließend wurde das Kabinett vereidigt.

## Wahlrecht und Organisation

Wahllokal für die Bundestagswahl

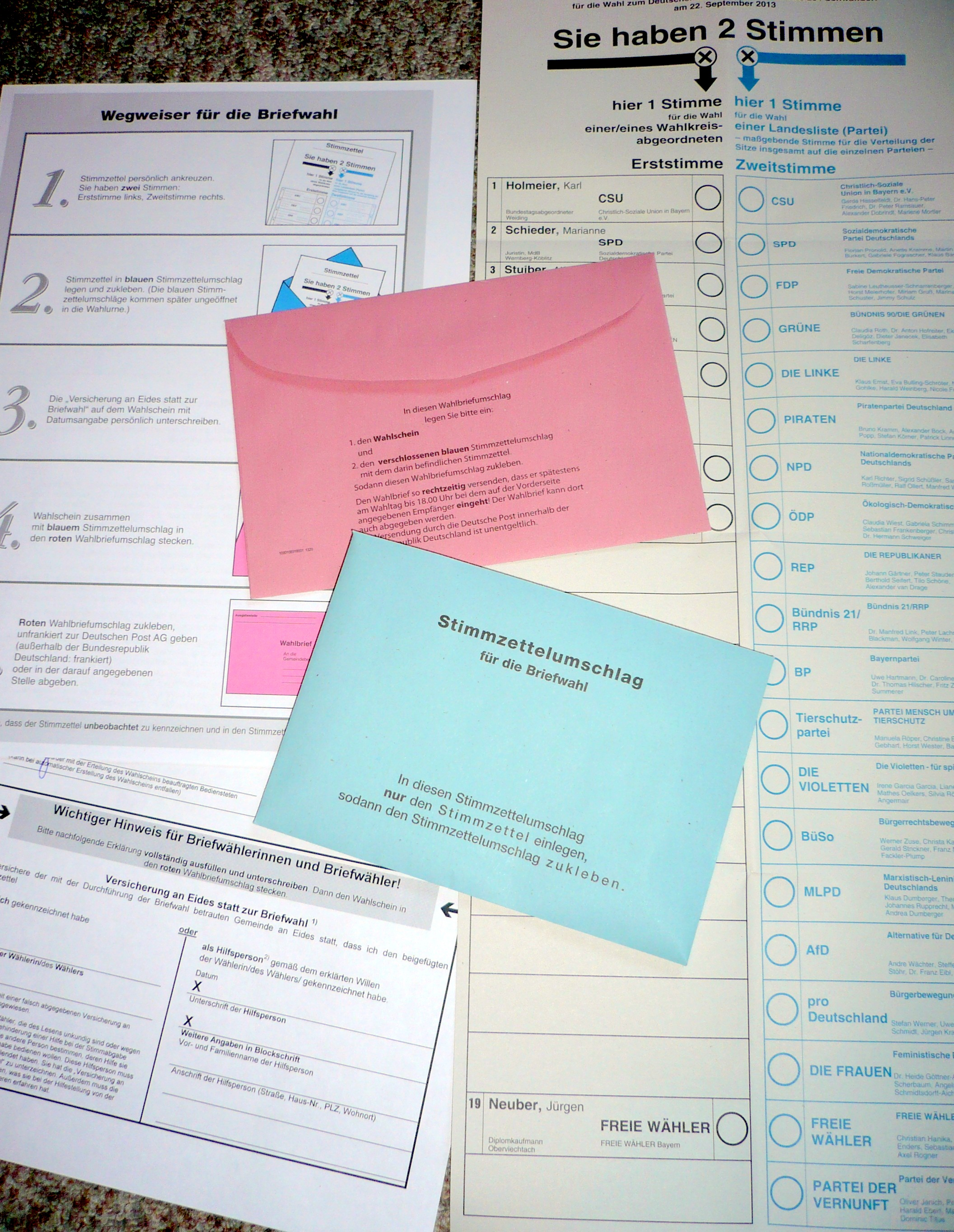
Briefwahlunterlagen zur Bundestagswahl 2013

Wegweiser zum Wahllokal

### Termine
Nach Artikel Art. 39 des Grundgesetzes findet die Neuwahl des Deutschen Bundestages frühestens 46, spätestens 48 Monate nach dem Zusammentritt des Deutschen Bundestages statt. Der 17. Deutsche Bundestag trat am 27. Oktober 2009 zusammen. Demzufolge konnte die Wahl, die an einem Sonntag oder Feiertag stattfinden muss (§ 16 Bundeswahlgesetz), frühestens am 1. September und spätestens am 27. Oktober 2013 durchgeführt werden.
Der Wahltag wird vom Bundespräsidenten festgelegt. In der Regel greift er dabei den Vorschlag der Bundesregierung auf, der wiederum in der Regel vom Bundesminister des Innern vorbereitet wird. Grundsätzlich werden beim Vorschlag des Wahltermins die Ferien in den Ländern berücksichtigt.
Die bayerische CSU/FDP-Regierung hatte sich auf den 15. September 2013 als Termin für die Landtagswahl in Bayern 2013 verständigt, zugleich wollte sie erreichen, dass Landtags- und Bundestagswahl nicht am selben Tag, sondern mit möglichst großem Abstand voneinander stattfinden. Hätte die schwarz-gelbe Bundesregierung bzw. der Bundespräsident diesem Wunsch entsprochen, hätte in einigen Bundesländern der Bundestag erstmals seit 1994 an einem Ferienwochenende gewählt werden müssen.
Im Zusammenhang mit der am 20. November 2012 abgeschlossenen Anhörung der Länder, bei der sich diese mehrheitlich für den 22. September 2013 als Wahltermin aussprachen, meldete ZEIT Online die Erwartung von „Regierungskreisen“, „dass sich […] das Kabinett“ dem anschließen werde.

### Zeitpunkt der Wahl und Fristen im Vorfeld der Wahl
Am 31. Januar 2013 einigte sich der Kabinettsausschuss auf den 22. September, am 6. Februar stimmte das Kabinett zu, und am 8. Februar 2013 wurde die Terminfestlegung durch die Unterschrift von Bundespräsident Joachim Gauck verbindlich.
Aus dem Wahltermin ergeben sich verschiedene Fristabläufe im Vorfeld der Wahl:
- 17. Juni 2013 (97. Tag): Beteiligungsanzeige „nicht etablierter Parteien“ beim Bundeswahlleiter (§ 18 (2) BWG)
- 5. Juli 2013 (79. Tag): Entscheidung des Bundeswahlausschusses über die Parteieigenschaft (§ 18 (4) BWG)
- 9. Juli 2013: Ablauf der viertägigen Beschwerdefrist beim Bundesverfassungsgericht gegen die Entscheidung des Bundeswahlausschusses (§ 18 (4a) BWG)
- 15. Juli 2013 (69. Tag): Einreichung der Wahlvorschläge bei den Landes- bzw. Kreiswahlleitern (§ 19 BWG)
- 25. Juli 2013 (59. Tag): Spätester Beschlusstermin des Bundesverfassungsgerichts wegen Parteienentscheidungen des Bundeswahlausschusses (§ 18 (4a) BWG)
- 26. Juli 2013 (58. Tag): Entscheidung der Landes- und Kreiswahlausschüsse über die Listenzulassung (§ 26 (1) bzw. 28 BWG)
- 29. Juli 2013: Ablauf der dreitägigen Beschwerdefrist beim Bundeswahlausschuss wegen Listenzulassungen (§ 26 (2) bzw. 28 (2) BWG)
- 1. August 2013 (52. Tag): Entscheidung des Bundeswahlausschusses über Zulassungsbeschwerden (§ 26 (2) bzw. 28 (2) BWG)
- 5. August 2013 (48. Tag): Öffentliche Bekanntmachung der zugelassenen Landes- und Kreiswahlvorschläge (§ 26 (3) bzw. 28 (3) BWG)
- 18. August 2013 (35. Tag): Stichtag für die Eintragung der Wahlberechtigten in die Wählerliste (§ 16 Abs. 1 Bundeswahlordnung)[12]
- 1. September 2013: Ablauf der antragsbedingten Eintragung in das Wählerverzeichnis
- 6. September 2013: Einspruchsfrist wegen (fehlender) Eintragungen in das Wählerverzeichnis
- 12. September 2013: Späteste Zustellung der Entscheidung über die Einsprüche gegen die Richtigkeit des Wählerverzeichnisses
- 16. September 2013: Förmliche Bekanntmachung von Beginn und Ende der Wahlzeit, Wahlbezirke, Wahlräume, Stimmzettel und Wahlverfahren
- 20. September 2013, 18.00 Uhr (2. Tag): Ablauf der Regelfrist für die Beantragung von Wahlscheinen (Briefwahl) (§ 27 (4) BWO)

### Vorausgehende verfassungsrechtliche Probleme mit dem Bundeswahlgesetz
Nach einem Urteil des Bundesverfassungsgerichtes hätte bis zum 30. Juni 2011 das Bundeswahlgesetz geändert werden müssen, um das für verfassungswidrig erklärte negative Stimmgewicht zu beheben. Diese Frist wurde vom Bundestag nicht eingehalten. Eine Änderung des Wahlgesetzes trat erst am 3. Dezember 2011 in Kraft. Das Bundesverfassungsgericht erklärte auch die neu geregelte Sitzverteilung in seiner Entscheidung vom 25. Juli 2012 für verfassungswidrig. Es wurde bemängelt, dass das neue Wahlrecht den Effekt des negativen Stimmgewichts nicht beseitigt, die neu eingeführte Reststimmenverwertung mit dem Grundgesetz unvereinbar und daher nichtig ist und dass die Regelung Überhangmandate in einer Anzahl schaffe, die „den Grundcharakter der Bundestagswahl als Verhältniswahl“ aufhebt.
Im Oktober 2012 einigten sich die Fraktionen von Union, SPD, FDP und Grünen auf eine Änderung des Bundeswahlgesetzes, die die Einführung von Ausgleichsmandaten beinhaltet. Abhängig von der Zahl der Überhangmandate und verschieden hohen Wahlbeteiligungen auf Länderebene kann sich damit die Zahl der Sitze insgesamt erheblich erhöhen. Die Änderung ist am 9. Mai 2013 in Kraft getreten.
Auch das Wahlrecht für Auslandsdeutsche wurde neu geregelt, nachdem das Bundesverfassungsgericht die seit 2008 geltende Regelung für verfassungswidrig erklärt hatte. Die Gesetzesänderung trat am 3. Mai 2013 in Kraft. Danach sind Auslandsdeutsche nach Vollendung des 18. Lebensjahres wahlberechtigt, wenn sie nach Vollendung des 14. Lebensjahres mindestens drei Monate ununterbrochen in Deutschland gelebt haben und seit dem Wegzug nicht mehr als 25 Jahre vergangen sind. Andere Auslandsdeutsche dürfen nur dann wählen, wenn sie „aus anderen Gründen persönlich und unmittelbar Vertrautheit mit den politischen Verhältnissen in der Bundesrepublik Deutschland erworben haben und von ihnen betroffen sind“.

### Wahlkreiseinteilung
Das Bundesgebiet ist zum Zeitpunkt der Wahl in 299 Wahlkreise eingeteilt. Die gemäß § 3 Bundeswahlgesetz durch den Bundespräsidenten berufene Wahlkreiskommission empfahl in ihrem Bericht an den Bundestag vom 28. Januar 2011 aufgrund von Bevölkerungsverschiebungen eine Reihe von Änderungen der Wahlkreiseinteilung. Daraufhin beschloss der Deutsche Bundestag das Zwanzigste Gesetz zur Änderung des Bundeswahlgesetzes, das am 19. April 2012 in Kraft trat. Die wichtigsten Punkte des Gesetzes sind:
- Mecklenburg-Vorpommern verlor einen Wahlkreis und hat nur noch sechs Wahlkreise. Die verbleibenden Wahlkreise erhielten einen neuen Zuschnitt sowie neue Namen.
- Hessen gewann einen Wahlkreis hinzu und hat nun 22 Wahlkreise. In Osthessen wurde ein neuer Wahlkreis unter dem Namen Main-Kinzig – Wetterau II – Schotten eingerichtet. Die Abgrenzung der bisherigen osthessischen Wahlkreise wurde dementsprechend geändert.

In den übrigen Bundesländern waren lediglich eine Reihe kleinerer Grenzkorrekturen vorgesehen. Daneben änderte sich die Nummerierung vieler Wahlkreise aufgrund der Verschiebung des Wahlkreises von Mecklenburg-Vorpommern nach Hessen.

### Wahlbeobachter
Die OSZE entsandte zwei Wahlbeobachter.

## Ausgangssituation
Seit der Bundestagswahl 2009 regierte eine schwarz-gelbe Koalition aus CDU/CSU und FDP unter Bundeskanzlerin Angela Merkel (Kabinett Merkel II). Die SPD bildete mit den Parteien Die Linke und Bündnis 90/Die Grünen die Opposition im Deutschen Bundestag. Im Laufe der Legislaturperiode gelang der Piratenpartei, die 2009 mit 2,0 % an der Fünf-Prozent-Hürde gescheitert war, der Einzug in vier Landtage.

## Parteien und Kandidaten
Zur Wahl traten insgesamt 34 Parteien an. Davon kandidierten 30 Parteien mit Landeslisten, vier nur mit Kreiswahlvorschlägen, also Direktkandidaten. Insgesamt kandidierten 4.451 Personen für den Bundestag, davon 1.149 Frauen. Im Vergleich zur Bundestagswahl 2009 kandidierten damit 895 Personen mehr.

### Parteien
In den 16 Ländern wurden insgesamt 233 Landeslisten von 30 Parteien zugelassen (z), 28 eingereichte Landeslisten wurden abgewiesen (a). In den 299 Wahlkreisen kandidierten 2705 Personen.
| Partei            | Partei                                                                  | BW | BY | BE | BB | HB | HH | HE | MV | NI | NW | RP | SL | SN | ST | SH | TH | Anzahl zugelassen | Kreiswahlvorschläge |
| ----------------- | ----------------------------------------------------------------------- | -- | -- | -- | -- | -- | -- | -- | -- | -- | -- | -- | -- | -- | -- | -- | -- | ----------------- | ------------------- |
|                   | Christlich Demokratische Union Deutschlands (CDU)                       | z  |    | z  | z  | z  | z  | z  | z  | z  | z  | z  | z  | z  | z  | z  | z  | 15                | 254                 |
|                   | Christlich-Soziale Union in Bayern (CSU)                                |    | z  |    |    |    |    |    |    |    |    |    |    |    |    |    |    | 1                 | 45                  |
|                   | Sozialdemokratische Partei Deutschlands (SPD)                           | z  | z  | z  | z  | z  | z  | z  | z  | z  | z  | z  | z  | z  | z  | z  | z  | 16                | 299                 |
|                   | Freie Demokratische Partei (FDP)                                        | z  | z  | z  | z  | z  | z  | z  | z  | z  | z  | z  | z  | z  | z  | z  | z  | 16                | 298                 |
|                   | Die Linke                                                               | z  | z  | z  | z  | z  | z  | z  | z  | z  | z  | z  | z  | z  | z  | z  | z  | 16                | 298                 |
|                   | Bündnis 90/Die Grünen (GRÜNE)                                           | z  | z  | z  | z  | z  | z  | z  | z  | z  | z  | z  | z  | z  | z  | z  | z  | 16                | 299                 |
|                   | Piratenpartei Deutschland (PIRATEN)                                     | z  | z  | z  | z  | z  | z  | z  | z  | z  | z  | z  | z  | z  | z  | z  | z  | 16                | 276                 |
|                   | Nationaldemokratische Partei Deutschlands (NPD)                         | z  | z  | z  | z  | z  | z  | z  | z  | z  | z  | z  | z  | z  | z  | z  | z  | 16                | 258                 |
|                   | Freie Wähler                                                            | z  | z  | z  | z  | z  | z  | z  | z  | z  | z  | z  | z  | z  | z  | z  | z  | 16                | 174                 |
|                   | Alternative für Deutschland (AfD)                                       | z  | z  | z  | z  | z  | z  | z  | z  | z  | z  | z  | z  | z  | z  | z  | z  | 16                | 158                 |
|                   | Marxistisch-Leninistische Partei Deutschlands (MLPD)                    | z  | z  | z  | z  | z  | z  | z  | z  | z  | z  | z  | z  | z  | z  | z  | z  | 16                | 41                  |
|                   | Bürgerbewegung pro Deutschland (pro Deutschland)                        | z  | z  | z  | z  | z  | a  | z  | z  | z  | z  | z  | z  | z  | z  | a  | a  | 13                | 3                   |
|                   | Die Republikaner (REP)                                                  | z  | z  | z  | z  |    | a  | z  | z  | z  | z  | z  | z  |    |    | a  |    | 10                | 21                  |
|                   | Ökologisch-Demokratische Partei (ÖDP)                                   | z  | z  | z  |    |    | z  |    |    | a  | z  | z  |    |    | z  |    | z  | 8                 | 62                  |
|                   | Bürgerrechtsbewegung Solidarität (BüSo)                                 | z  | z  | z  |    |    |    | z  |    |    | z  |    |    | z  |    |    |    | 6                 | 38                  |
|                   | Die PARTEI                                                              |    |    | z  |    | z  | z  | z  |    | a  | z  |    | a  |    |    |    | a  | 5                 | 32                  |
|                   | Partei Mensch Umwelt Tierschutz (Tierschutzpartei)                      | z  | z  |    |    | z  |    |    |    | z  | a  |    |    |    |    | z  |    | 5                 | 2                   |
|                   | Partei der Vernunft                                                     | z  | z  | a  |    | a  | a  |    |    | a  | z  | z  | a  |    | a  | a  | a  | 4                 | 6                   |
|                   | Bündnis für Innovation und Gerechtigkeit (BIG)                          | z  |    | z  |    | a  |    |    |    |    | z  |    |    |    |    |    |    | 3                 | 6                   |
|                   | Bündnis 21/RRP                                                          |    | z  |    |    | z  |    |    |    |    | z  |    |    |    |    |    |    | 3                 | 17                  |
|                   | Partei für Soziale Gleichheit, Sektion der Vierten Internationale (PSG) |    |    | z  |    |    |    | z  |    |    | z  |    |    |    |    |    |    | 3                 | –                   |
|                   | Rentner Partei Deutschland (RENTNER)                                    | z  |    |    |    |    | z  |    |    | a  |    |    |    |    |    | z  |    | 3                 | 1                   |
|                   | Partei Bibeltreuer Christen (PBC)                                       | z  |    |    |    |    |    |    |    | z  |    |    |    | a  |    |    |    | 2                 | 5                   |
|                   | Ab jetzt…Demokratie durch Volksabstimmung (Volksabstimmung)             | z  |    |    |    |    |    |    |    |    | z  |    |    |    |    |    |    | 2                 | 2                   |
|                   | Bayernpartei (BP)                                                       |    | z  |    |    |    |    |    |    |    |    |    |    |    |    |    |    | 1                 | 11                  |
|                   | Feministische Partei Die Frauen (DIE FRAUEN)                            |    | z  |    |    |    |    |    |    |    |    |    |    |    |    |    |    | 1                 | –                   |
|                   | Die Rechte (DIE RECHTE)                                                 |    |    |    |    |    |    |    |    |    | z  |    |    |    |    |    |    | 1                 | –                   |
|                   | Die Violetten                                                           | a  | z  |    |    |    |    |    |    |    |    |    |    |    |    |    |    | 1                 | 5                   |
|                   | Familien-Partei Deutschlands (FAMILIE)                                  |    |    |    |    |    |    |    |    |    |    |    | z  |    |    |    |    | 1                 | 4                   |
|                   | Partei der Nichtwähler                                                  |    |    |    |    |    |    |    |    |    | z  |    |    |    |    |    |    | 1                 | –                   |
| Anzahl zugelassen | Anzahl zugelassen                                                       | 20 | 20 | 17 | 12 | 14 | 13 | 15 | 12 | 14 | 22 | 14 | 12 | 12 | 12 | 12 | 12 |                   |                     |

Die Deutsche Kommunistische Partei (DKP) trat nur mit sechs Kreiswahlvorschlägen an. Die Bergpartei, die „ÜberPartei“ (B), der Bund für Gesamtdeutschland (BGD) und Nein!-Idee reichten jeweils einen Kreiswahlvorschlag ein.
Außerdem traten 81 Einzelbewerber an, darunter Siegfried Kauder im Wahlkreis Schwarzwald-Baar, Wolfgang Nešković im Wahlkreis Cottbus – Spree-Neiße und Michael Paris im Wahlkreis Frankfurt am Main II.
→ Die Wahlprogramme aller Parteien sowie deren Gegenüberstellung sind im Abschnitt Weblinks verlinkt

### Zulassung der Parteien und Direktkandidaten

Der Kanzlerkandidat Peer Steinbrück (links) spricht nach den ersten Hochrechnungen im Willy-Brandt-Haus mit Sigmar Gabriel

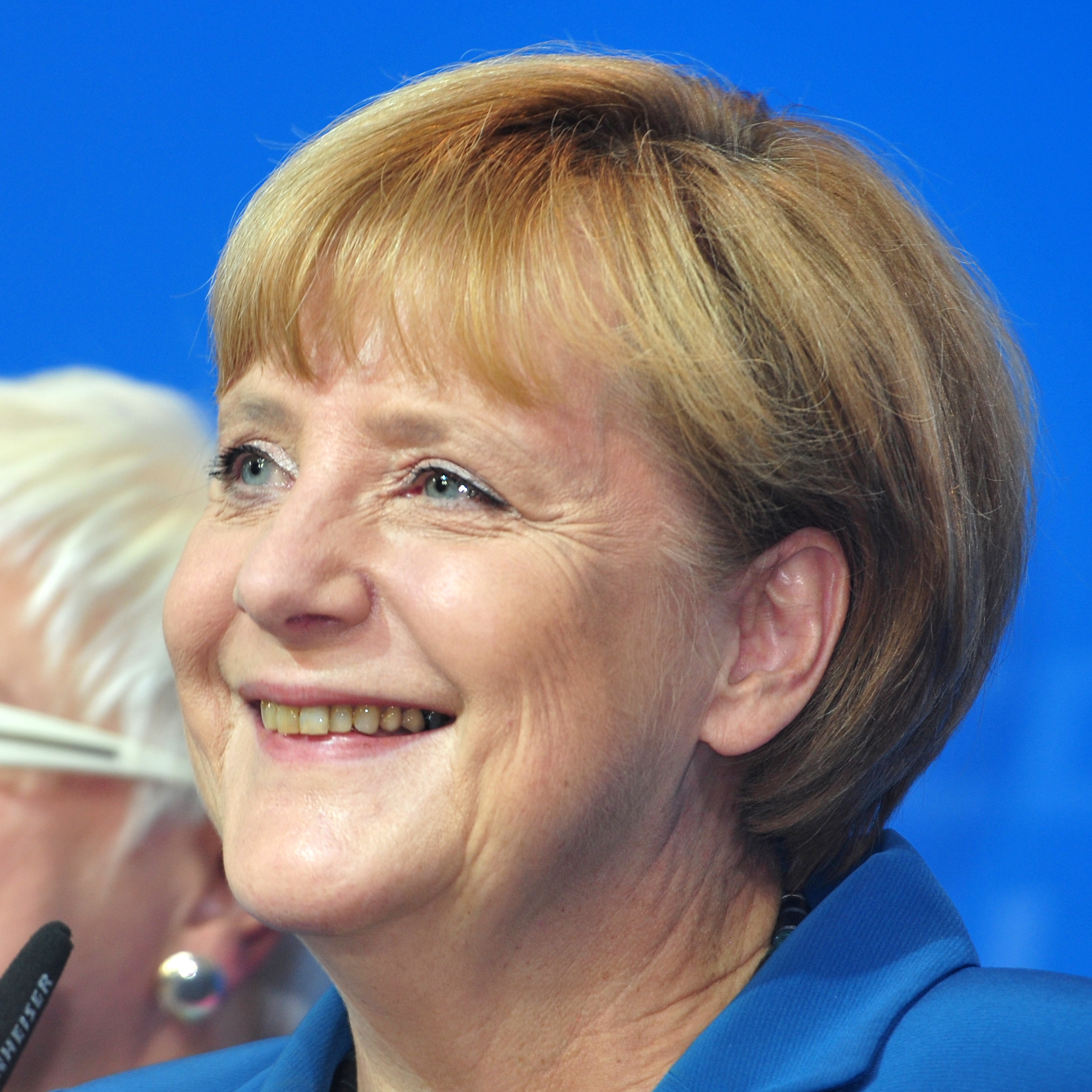
Angela Merkel bei Bekanntgabe der ersten Hochrechnung

Parteien, die im Bundestag oder einem Landesparlament seit dessen letzter Wahl auf Grund eigener Wahlvorschläge ununterbrochen mit mindestens fünf Abgeordneten vertreten waren, konnten gemäß § 18 Bundeswahlgesetz Landeslisten einreichen, ohne ihre Beteiligung an der Wahl vorher anzuzeigen (CDU, SPD, FDP, Linke, Grüne, CSU, Piraten, NPD, Freie Wähler). Die Freien Wähler hatten ihre Beteiligungsabsicht vorsorglich angezeigt, obwohl sie aufgrund des Wahlvorschlags einer Vorgänger-Landesorganisation mit 20 Abgeordneten im Bayerischen Landtag vertreten waren. Der Bundeswahlausschuss rechnete diese Abgeordneten der Partei zu, ein Beschluss über die Beteiligungsanzeige erübrigte sich damit.
Andere Organisationen mussten spätestens 97 Tage vor der Wahl – also bis zum 17. Juni 2013 – ihre Beteiligungsabsicht beim Bundeswahlleiter anzeigen. Dies taten 58 Vereinigungen (siehe Liste der Vereinigungen mit Beteiligungsabsicht an der Bundestagswahl 2013). Über deren Anerkennung als Parteien entschied der Bundeswahlausschuss am 4. und am 5. Juli 2013. Dabei wurden 29 Organisationen als Parteien anerkannt. Zwölf Vereinigungen klagten gegen die negative Feststellung der Parteieigenschaft beim Bundesverfassungsgericht. Die Partei Deutsche Nationalversammlung (DNV) hatte als einzige Partei mit ihrer Beschwerde auf Anerkennung der Parteieigenschaft Erfolg, trat aber nicht zur Wahl an.
Wahlvorschläge mussten bis zum 15. Juli 2013, 18.00 Uhr, bei den zuständigen Landeswahlleitern bzw. Kreiswahlleitern eingereicht werden. Parteien, die nicht im Bundestag oder einem Landtag vertreten sind, mussten an diesem Termin die notwendigen Unterstützungsunterschriften vorlegen. Die DNV sowie die zuvor anerkannten Parteien Christliche Mitte – Für ein Deutschland nach Gottes Geboten (CM), Kommunistische Partei Deutschlands (KPD), Partei Gesunder Menschenverstand Deutschland (GMD) sowie Neue Mitte (NM) traten nicht an.
Für Kreiswahlvorschläge mussten die nicht etablierten Parteien sowie Einzelbewerber jeweils 200 Unterstützungsunterschriften für eine Kandidatur vorlegen.

### Reihung auf den Stimmzetteln
Nach § 30 (3) Bundeswahlgesetz werden die Parteien auf den Stimmzetteln eines Bundeslands in der Reihenfolge der Zweitstimmenzahl aufgeführt, die sie in diesem Land bei der vorausgehenden Bundestagswahl erzielt haben. Die übrigen Landeslisten schließen sich in alphabetischer Reihenfolge der Namen der Parteien an. Während die SPD dadurch bei der Wahl 2009 in 12 der 16 Bundesländer als erste Partei gereiht war, war dies auf den Stimmzetteln im September 2013 nur noch in einem Land, nämlich Bremen gegeben. Dagegen stand die CDU bzw. CSU nun in 13 Ländern an erster Stelle. In Brandenburg und Sachsen-Anhalt erhielt erstmals Die Linke die Listennummer 1, in den anderen vier ostdeutschen Bundesländern stand sie jeweils an zweiter Stelle. Brandenburg war das einzige Land, in dem die CDU lediglich den dritten Platz auf den Stimmzetteln einnahm, für die SPD galt dies in den übrigen fünf Ländern Ostdeutschlands. Die FDP war meist auf den Plätzen 3 oder 4 aufgeführt, Ausnahme war Rang 5 in Berlin. Die Grünen waren in Bremen und Hamburg auf Platz 3, in den übrigen Ländern auf den Plätzen 4 oder 5 gelistet. Die Piratenpartei war in elf Bundesländern auf Platz 6 gelistet, mit Ausnahme Sachsens war sie sonst auf Platz 7 zu finden.

### Spitzenkandidaten
Kanzlerkandidat oder bundesweiter Spitzenkandidat sind Begriffe, die im Wahlrecht nicht verankert sind. Der Bundeskanzler wird nicht direkt, sondern durch die Mitglieder des Deutschen Bundestags gewählt. Auf Bundesebene hat die Nominierung von Spitzen- oder Kanzlerkandidaten hohe politische Bedeutung. In den einzelnen Bundesländern werden die Listenführer der Landesliste einer Partei ebenfalls häufig als Spitzenkandidaten bezeichnet.
Da die Stimmzettel ausschließlich auf Landeslisten basieren, tauchen die bundesweiten „Spitzenkandidaten“ oder „Kanzlerkandidaten“ jeweils nur auf den Stimmzetteln eines einzigen Bundeslands auf. Bei der Bundestagswahl 2013 war dies Mecklenburg-Vorpommern für Angela Merkel (Platz 1) und Nordrhein-Westfalen für Peer Steinbrück (ebenfalls auf Platz 1). Rainer Brüderle, Spitzenkandidat der FDP, war auf Platz 2 der Landesliste Rheinland-Pfalz aufgeführt. Beim „Spitzenduo“ der Grünen kandidierte Katrin Göring-Eckardt auf Platz 1 in Thüringen, Jürgen Trittin auf Platz 2 in Niedersachsen.

#### CDU/CSU

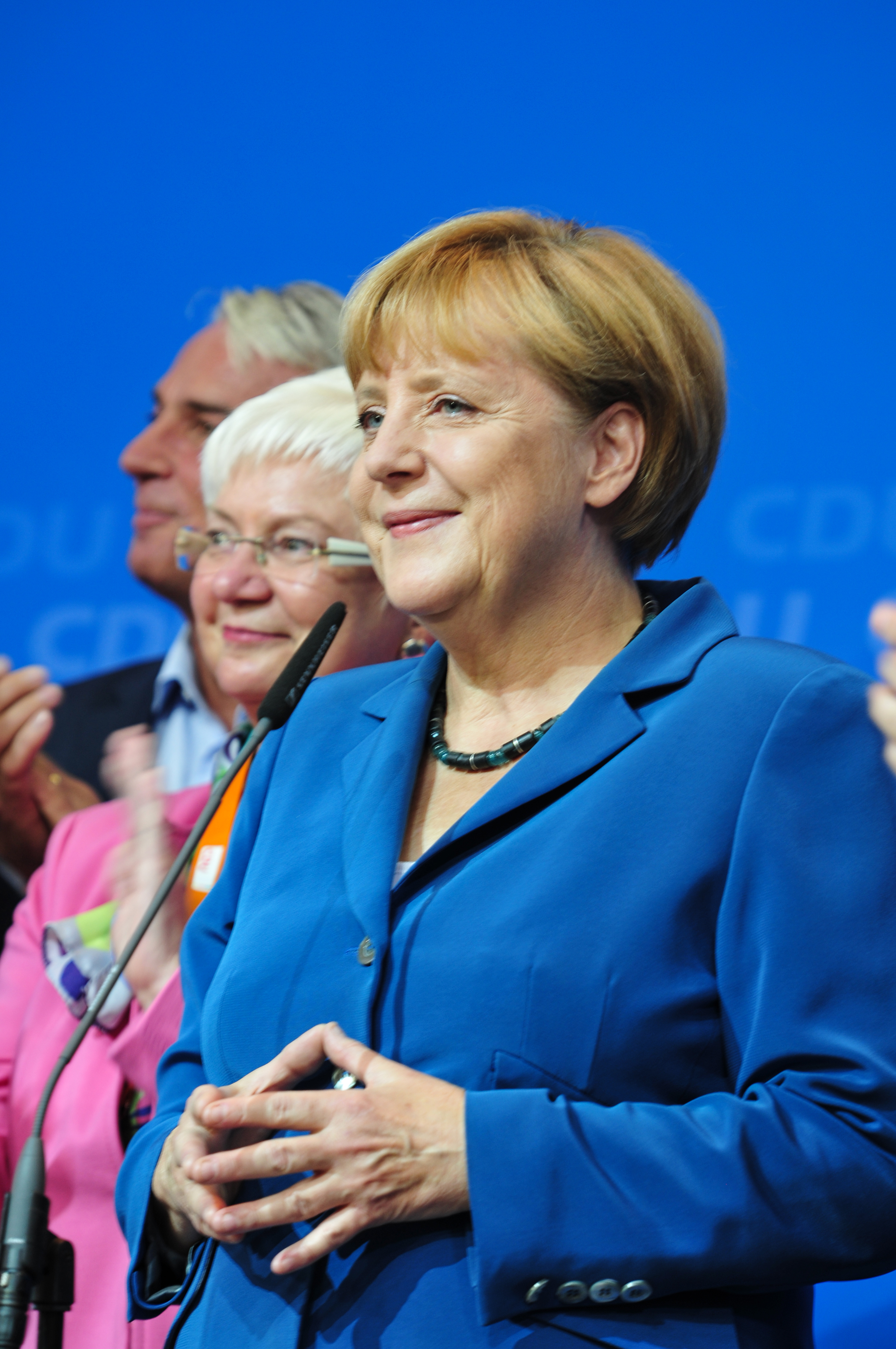
Angela Merkel nach den ersten Hochrechnungen

Die seit 2005 amtierende Bundeskanzlerin Angela Merkel (CDU) gab im Juli 2011 bekannt, dass sie 2013 für eine dritte Amtszeit kandidieren wolle.
Folgende Personen führten die jeweiligen Landeslisten der CDU/CSU an:
| Bundesland             | Listenführer         |
| ---------------------- | -------------------- |
| Baden-Württemberg      | Wolfgang Schäuble    |
| Bayern (CSU)           | Gerda Hasselfeldt    |
| Berlin                 | Monika Grütters      |
| Brandenburg            | Michael Stübgen      |
| Bremen                 | Elisabeth Motschmann |
| Hamburg                | Marcus Weinberg      |
| Hessen                 | Franz Josef Jung     |
| Mecklenburg-Vorpommern | Angela Merkel        |
| Niedersachsen          | Ursula von der Leyen |
| Nordrhein-Westfalen    | Norbert Lammert      |
| Rheinland-Pfalz        | Maria Böhmer         |
| Saarland               | Peter Altmaier       |
| Sachsen                | Thomas de Maizière   |
| Sachsen-Anhalt         | Heike Brehmer        |
| Schleswig-Holstein     | Johann Wadephul      |
| Thüringen              | Manfred Grund        |

#### SPD

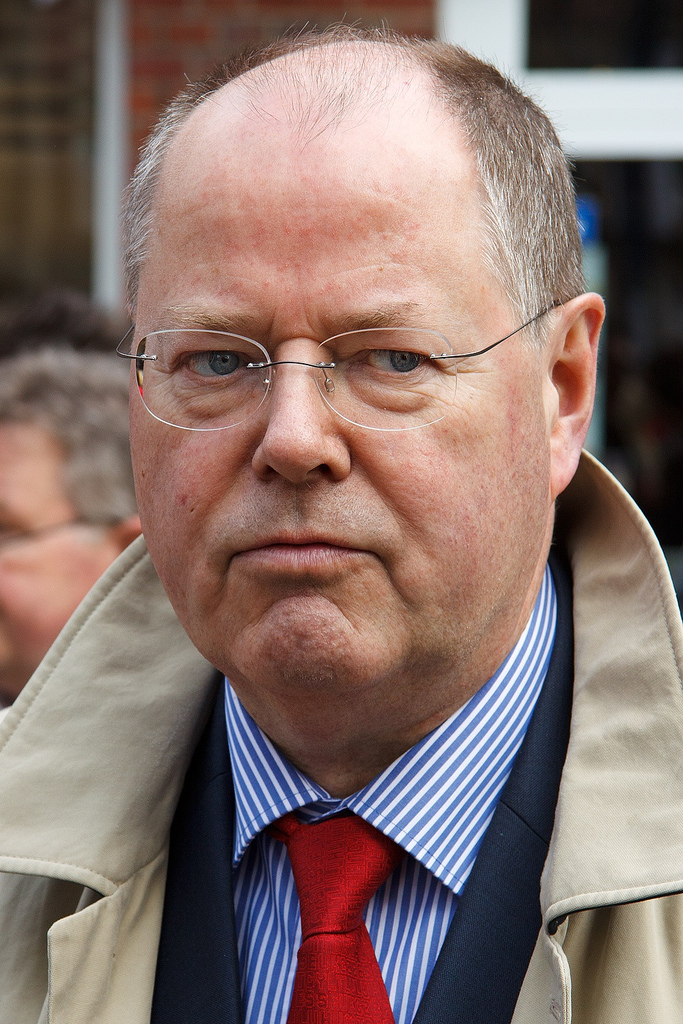
Peer Steinbrück

Am 28. September 2012 gab der SPD-Parteivorsitzende Sigmar Gabriel bei einer gemeinsamen Pressekonferenz mit dem ehemaligen Bundesfinanzminister Peer Steinbrück und dem Fraktionsvorsitzenden im Bundestag, Frank-Walter Steinmeier, bekannt, dass Steinbrück als Spitzenkandidat der SPD antreten werde. Der Nominierungsparteitag des Kanzlerkandidaten der SPD fand am 9. Dezember 2012 in Hannover statt. Steinbrück wurde dort mit 93,45 Prozent der Delegiertenstimmen zum Kanzlerkandidaten gewählt.
Folgende Personen führten die jeweiligen Landeslisten der SPD an:
| Bundesland             | Listenführer            |
| ---------------------- | ----------------------- |
| Baden-Württemberg      | Gernot Erler            |
| Bayern                 | Florian Pronold         |
| Berlin                 | Eva Högl                |
| Brandenburg            | Frank-Walter Steinmeier |
| Bremen                 | Carsten Sieling         |
| Hamburg                | Aydan Özoguz            |
| Hessen                 | Michael Roth            |
| Mecklenburg-Vorpommern | Sonja Steffen           |
| Niedersachsen          | Sigmar Gabriel          |
| Nordrhein-Westfalen    | Peer Steinbrück         |
| Rheinland-Pfalz        | Andrea Nahles           |
| Saarland               | Elke Ferner             |
| Sachsen                | Thomas Jurk             |
| Sachsen-Anhalt         | Burkhard Lischka        |
| Schleswig-Holstein     | Ernst Dieter Rossmann   |
| Thüringen              | Carsten Schneider       |

Die SPD benannte nach und nach Politiker als Mitglieder eines Schattenkabinetts, bei der SPD „Kompetenzteam“ genannt. Diese sollten im Falle eines SPD-Sieges bei der Bundestagswahl ein Ministeramt erhalten. Steinbrücks Sprecher war bis Juni 2013 Michael Donnermeyer; seit dem 10. Juni war es Rolf Kleine.
| Name                      | Tätigkeit | Aufgabenbereich im Team                                             | Ernennungsdatum |
| ------------------------- | --- | ------------------------------------------------------------------- | --------------- |
| Thomas Oppermann          | - Erster Parlamentarischer Geschäftsführer der SPD-Bundestagsfraktion - Vorsitzender des Parlamentarischen Kontrollgremiums | Innenpolitik                                                        | 13. Mai 2013    |
| Klaus Wiesehügel          | Bundesvorsitzender der IG Bauen-Agrar-Umwelt                                                                                | Arbeit und Soziales                                                 | 13. Mai 2013    |
| Gesche Joost              | Professorin für Designforschung an der Hochschule der Künste Berlin                                                         | Vernetzte Gesellschaft                                              | 13. Mai 2013    |
| Brigitte Zypries          | Justiziarin der SPD-Bundestagsfraktion                                                                                      | Verbraucherpolitik                                                  | 27. Mai 2013    |
| Manuela Schwesig          | - Ministerin für Arbeit, Gleichstellung und Soziales in Mecklenburg-Vorpommern - Stellvertretende SPD-Bundesvorsitzende     | - Frauen- und Familienpolitik - Aufbau Ost - Demografie - Inklusion | 27. Mai 2013    |
| Florian Pronold           | Stellvertretender Vorsitzender der SPD-Bundestagsfraktion                                                                   | Infrastruktur und Wohnen                                            | 27. Mai 2013    |
| Matthias Machnig          | Minister für Wirtschaft, Arbeit und Technologie in Thüringen                                                                | Umwelt- und Energiepolitik                                          | 4. Juni 2013    |
| Karl Lauterbach           | Mitglied des Deutschen Bundestages                                                                                          | Gesundheit und Pflege                                               | 4. Juni 2013    |
| Yasemin Karakaşoğlu       | Professorin für Interkulturelle Bildung an der Universität Bremen                                                           | Bildung und Wissenschaft                                            | 4. Juni 2013    |
| Cornelia Füllkrug-Weitzel | Vorsitzende der Ökumenischen Diakonie des Diakonischen Werks der Evangelischen Kirche in Deutschland e. V.                  | Entwicklungspolitik und Humanitäre Hilfe                            | 10. Juni 2013   |
| Christiane Krajewski      | Partnerin der Investmentbank Leonardo & Co in Frankfurt am Main                                                             | Wirtschaftspolitik                                                  | 10. Juni 2013   |
| Oliver Scheytt            | Geschäftsführer einer universalen Personal- und Strategieberatungsfirma in Essen                                            | Kunst und Kultur                                                    | 10. Juni 2013   |

#### FDP

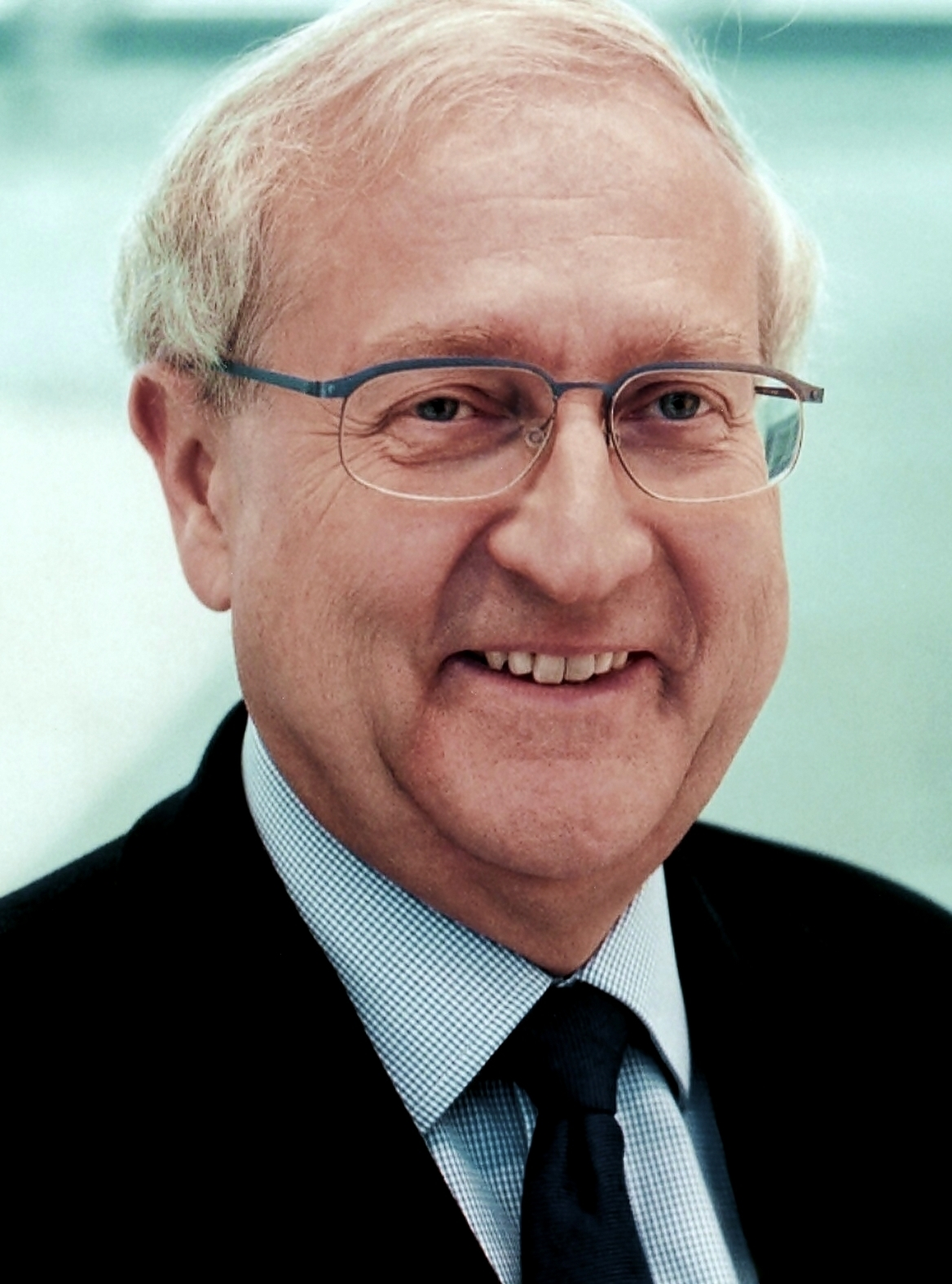
Rainer Brüderle

Die FDP beschloss im Januar 2013 auf Vorschlag von Parteichef (und Bundeswirtschaftsminister) Philipp Rösler, dass Rainer Brüderle FDP-Spitzenkandidat bei der Bundestagswahl 2013 wird.
Folgende Personen führten die jeweiligen Landeslisten der FDP an:
| Bundesland             | Listenführer                       |
| ---------------------- | ---------------------------------- |
| Baden-Württemberg      | Dirk Niebel                        |
| Bayern                 | Sabine Leutheusser-Schnarrenberger |
| Berlin                 | Martin Lindner                     |
| Brandenburg            | Martin Neumann                     |
| Bremen                 | Torsten Staffeldt                  |
| Hamburg                | Burkhardt Müller-Sönksen           |
| Hessen                 | Heinrich Leonhard Kolb             |
| Mecklenburg-Vorpommern | Hagen Reinhold                     |
| Niedersachsen          | Philipp Rösler                     |
| Nordrhein-Westfalen    | Guido Westerwelle                  |
| Rheinland-Pfalz        | Volker Wissing                     |
| Saarland               | Oliver Luksic                      |
| Sachsen                | Jan Mücke                          |
| Sachsen-Anhalt         | Cornelia Pieper                    |
| Schleswig-Holstein     | Wolfgang Kubicki                   |
| Thüringen              | Patrick Kurth                      |

#### Linke
Am 21. Januar 2013 gab Die Linke bekannt, mit folgenden acht Politikern als Spitzenteam in den Wahlkampf ziehen zu wollen: Nicole Gohlke, Jan van Aken, Caren Lay, Klaus Ernst, Gregor Gysi, Dietmar Bartsch, Sahra Wagenknecht und Diana Golze.

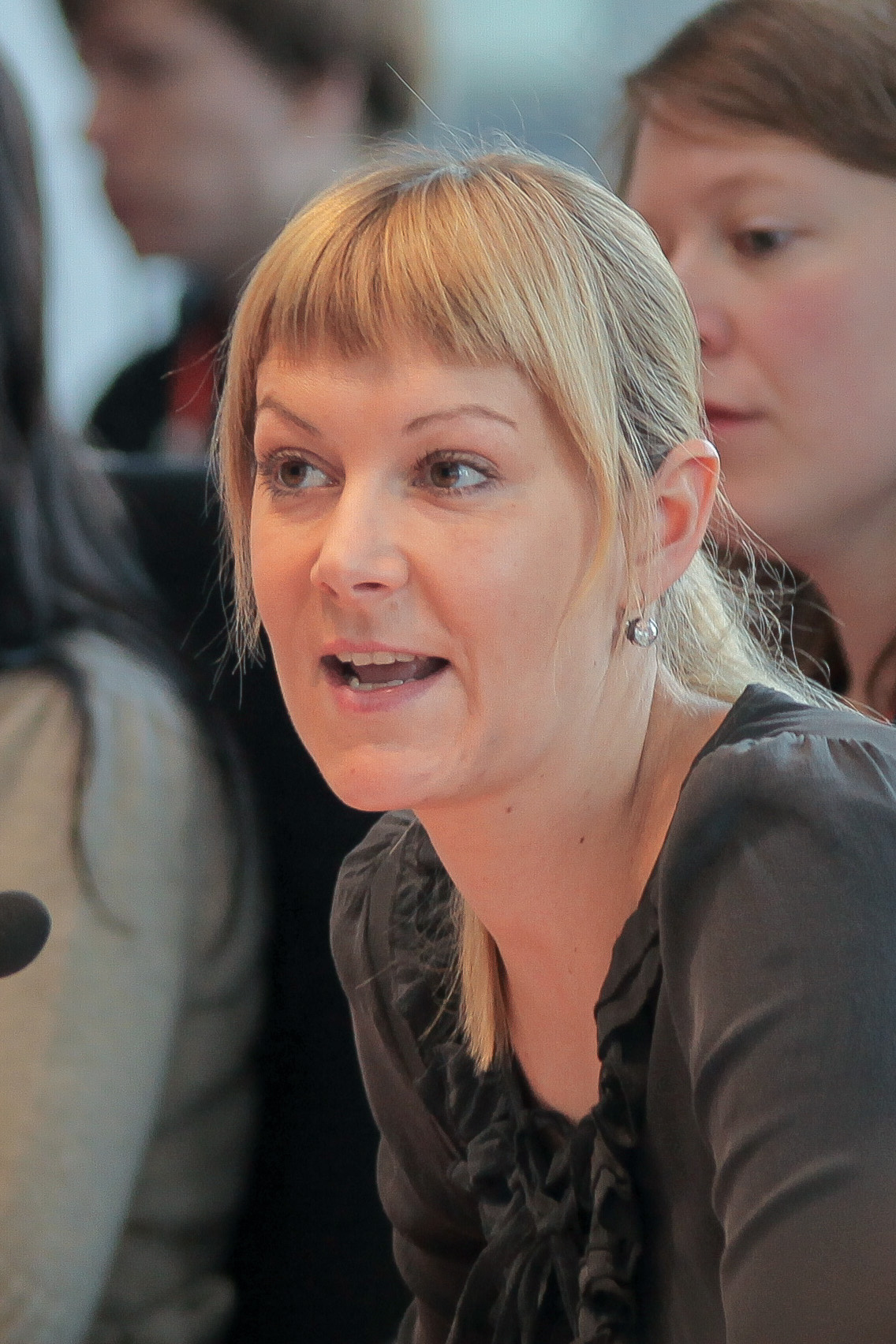
Nicole Gohlke
Jan van Aken
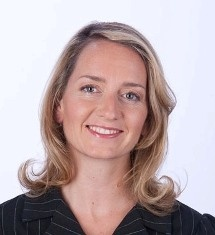
Caren Lay
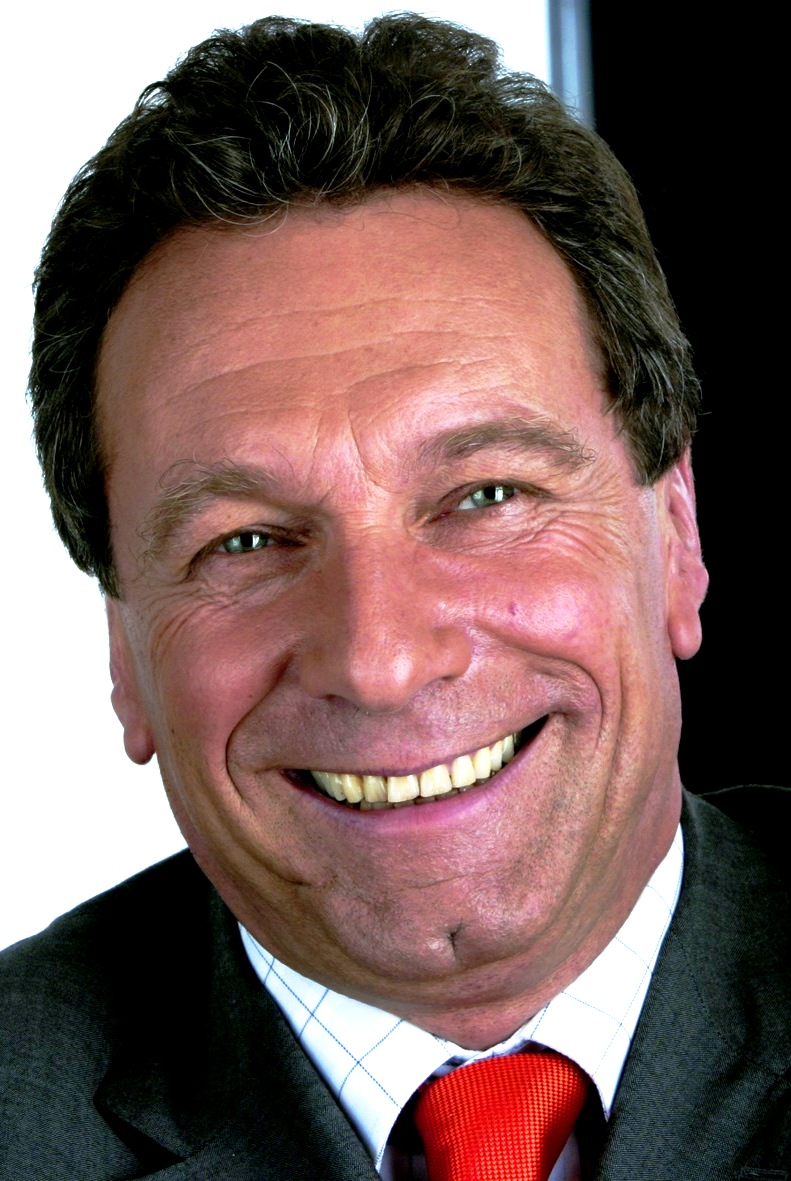
Klaus Ernst
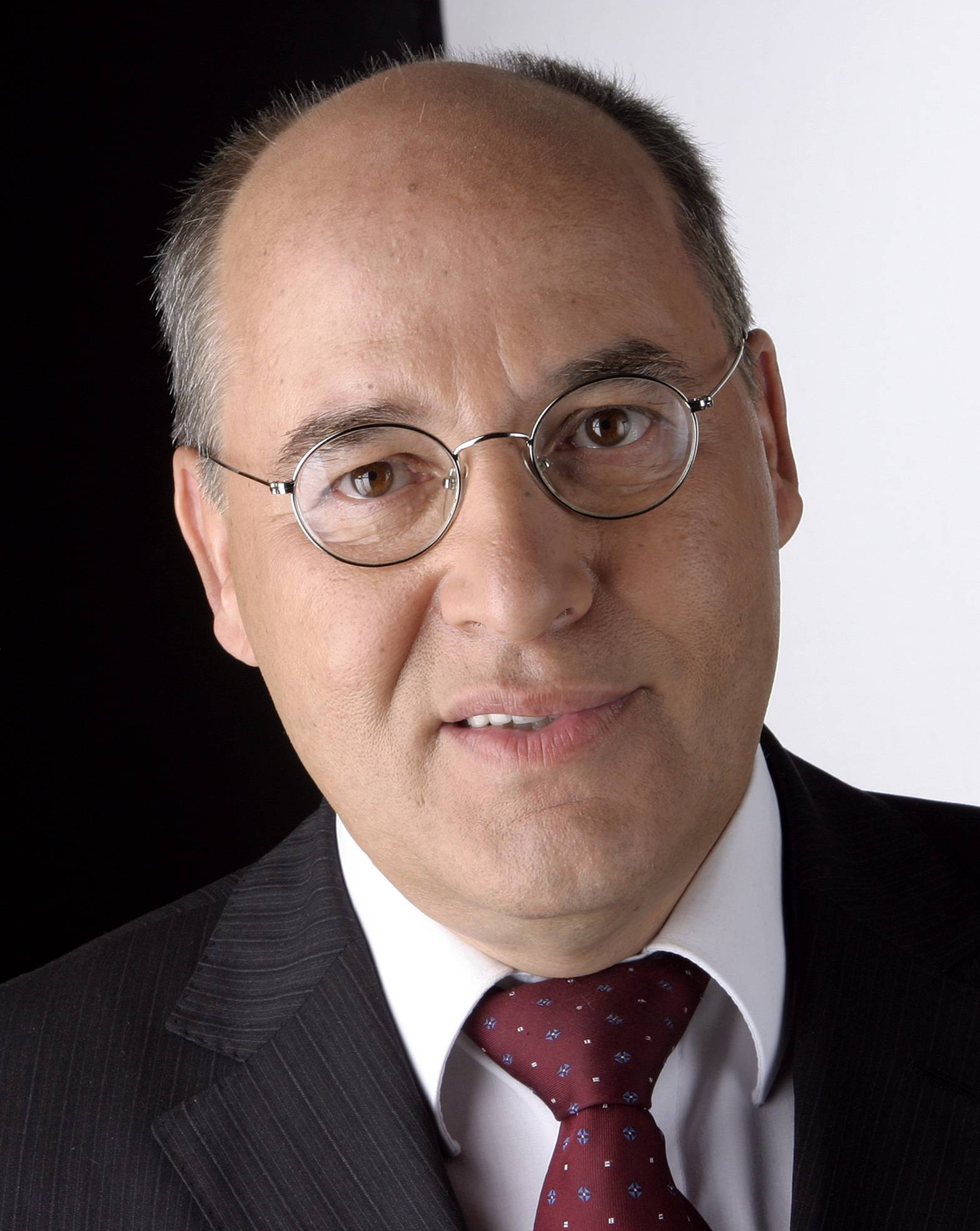
Gregor Gysi
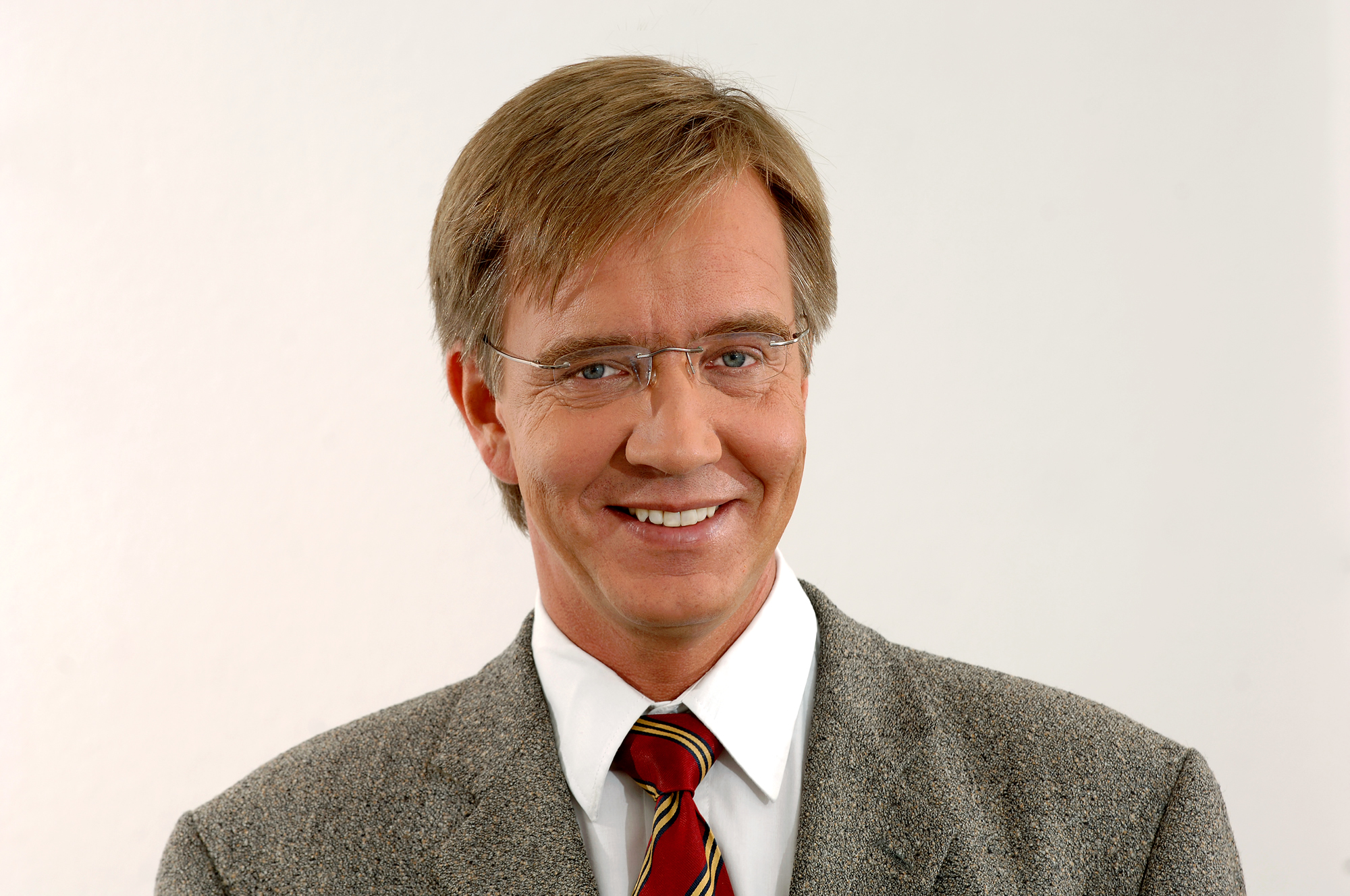
Dietmar Bartsch
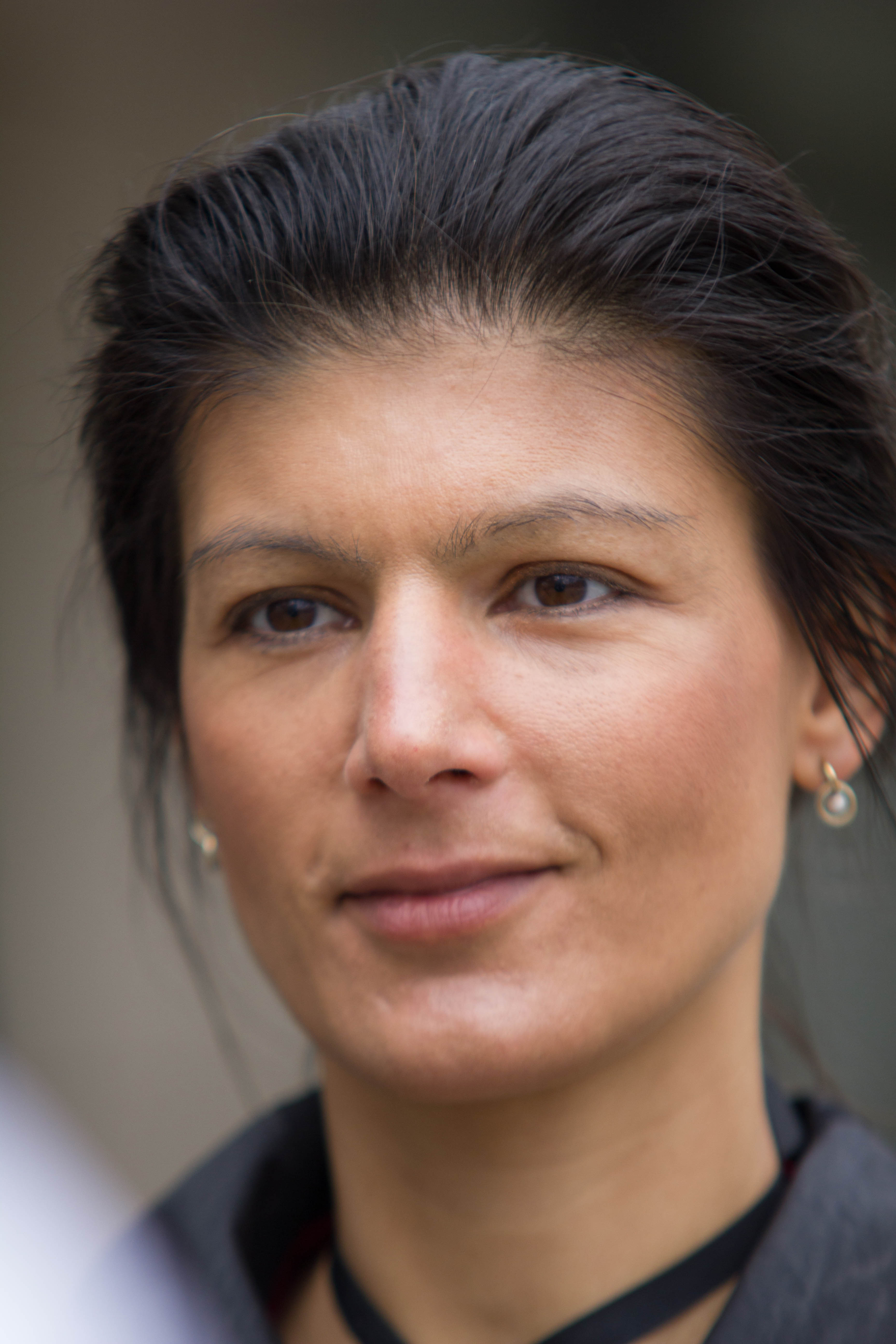
Sahra Wagenknecht
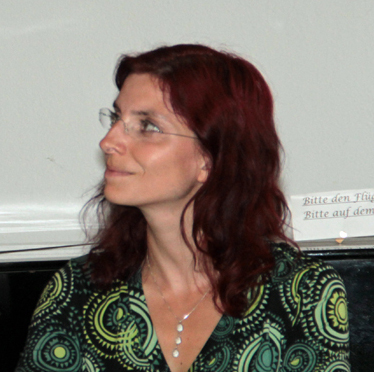
Diana Golze

Folgende Personen führten die jeweiligen Landeslisten der Linken an:
| Bundesland             | Listenführer      |
| ---------------------- | ----------------- |
| Baden-Württemberg      | Michael Schlecht  |
| Bayern                 | Klaus Ernst       |
| Berlin                 | Gregor Gysi       |
| Brandenburg            | Diana Golze       |
| Bremen                 | Agnes Alpers      |
| Hamburg                | Jan van Aken      |
| Hessen                 | Sabine Leidig     |
| Mecklenburg-Vorpommern | Dietmar Bartsch   |
| Niedersachsen          | Diether Dehm      |
| Nordrhein-Westfalen    | Sahra Wagenknecht |
| Rheinland-Pfalz        | Alexander Ulrich  |
| Saarland               | Thomas Lutze      |
| Sachsen                | Katja Kipping     |
| Sachsen-Anhalt         | Petra Sitte       |
| Schleswig-Holstein     | Cornelia Möhring  |
| Thüringen              | Kersten Steinke   |

#### Grüne
Die beiden Spitzenkandidaten der Partei Bündnis 90/Die Grünen wurden durch eine Urwahl gewählt, an der sich 62 % der ungefähr 60.000 Parteimitglieder beteiligten. Die Ergebnisse der Wahl wurden am 10. November 2012 mitgeteilt. Jürgen Trittin (71,9 %) und Katrin Göring-Eckardt (47,9 %) wurden gewählt, Renate Künast erhielt 38,6 % und Claudia Roth 26,2 % der Stimmen.

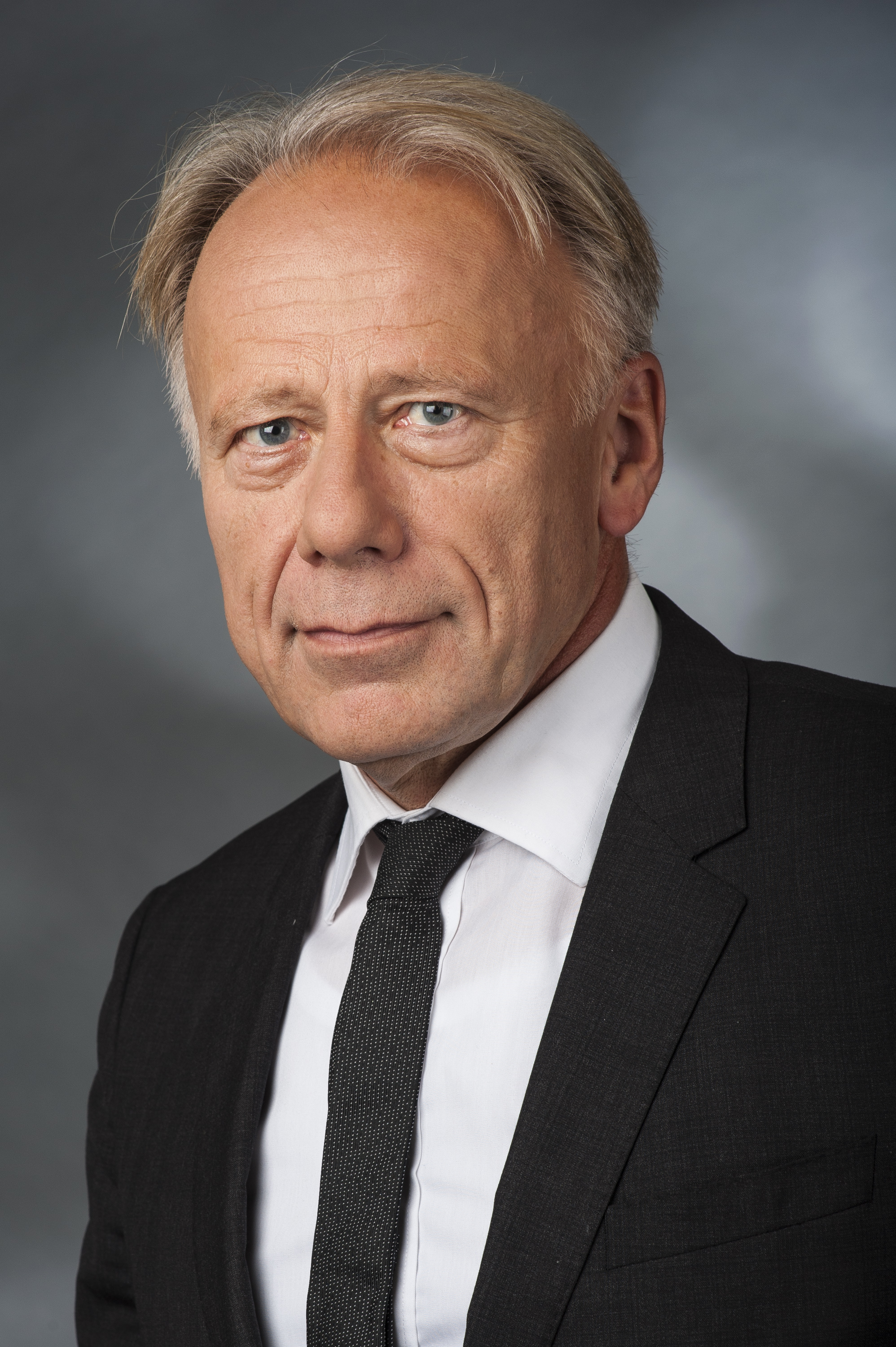
Jürgen Trittin
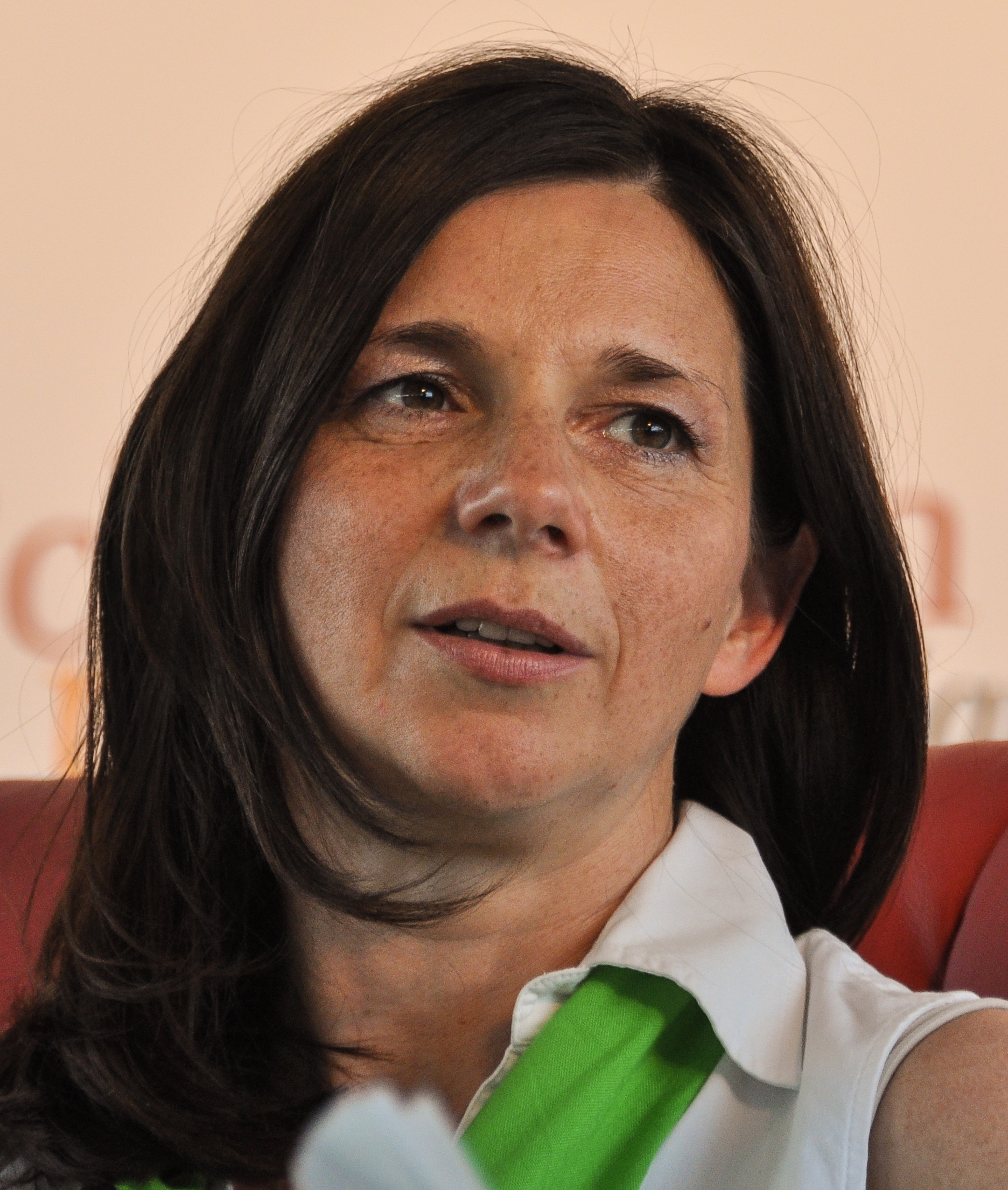
Katrin Göring-Eckardt

Folgende Personen führten die jeweiligen Landeslisten der Grünen an:
| Bundesland             | Listenführer          |
| ---------------------- | --------------------- |
| Baden-Württemberg      | Kerstin Andreae       |
| Bayern                 | Claudia Roth          |
| Berlin                 | Renate Künast         |
| Brandenburg            | Annalena Baerbock     |
| Bremen                 | Marieluise Beck       |
| Hamburg                | Anja Hajduk           |
| Hessen                 | Priska Hinz           |
| Mecklenburg-Vorpommern | Harald Terpe          |
| Niedersachsen          | Katja Keul            |
| Nordrhein-Westfalen    | Bärbel Höhn           |
| Rheinland-Pfalz        | Tabea Rößner          |
| Saarland               | Markus Tressel        |
| Sachsen                | Monika Lazar          |
| Sachsen-Anhalt         | Steffi Lemke          |
| Schleswig-Holstein     | Luise Amtsberg        |
| Thüringen              | Katrin Göring-Eckardt |

### TV-Duelle
Das Fernsehduell zwischen der Amtsinhaberin und dem aussichtsreichsten Herausforderer für den Kanzlerposten fand am 1. September statt. Es wurde von ARD, ZDF, RTL und ProSieben gemeinsam ausgerichtet und auf allen vier Sendern übertragen. Als Moderatorenteam für die 90-minütige Diskussion zwischen Angela Merkel und Peer Steinbrück wurden Anne Will, Maybrit Illner, Peter Kloeppel und Stefan Raab benannt.

Marktanteil des Fernsehduells

Am 2. September haben sich daraufhin ebenso die Spitzenkandidaten der anderen drei im Bundestag vertretenen Parteien einen TV-Dreikampf geliefert, der live im Ersten übertragen wurde. Rainer Brüderle, Gregor Gysi und Jürgen Trittin stellten sich den Fragen von WDR-Chefredakteur Jörg Schönenborn und seinem Kollegen Sigmund Gottlieb vom Bayerischen Rundfunk.

#### Quoten
Die Einschaltquoten für das TV-Duell zwischen Merkel und Steinbrück waren folgendermaßen:
| Sender, Name der Sendung               | Zuschauer  | Zuschauer       | Zuschauer       | Marktanteil | Marktanteil     | Marktanteil     |
| Sender, Name der Sendung               | Gesamt     | 14 bis 49 Jahre | 14 bis 59 Jahre | Gesamt      | 14 bis 49 Jahre | 14 bis 59 Jahre |
| -------------------------------------- | ---------- | --------------- | --------------- | ----------- | --------------- | --------------- |
| Das Erste, Das TV-Duell                | 10,11 Mio. | 3,17 Mio.       | 4,73 Mio.       | 29,1 %      | 22,7 %          | 23,5 %          |
| ZDF, Das TV-Duell: Merkel – Steinbrück | 3,71 Mio.  | 0,89 Mio.       | 1,55 Mio.       | 10,7 %      | 6,4 %           | 7,7 %           |
| RTL, Das TV-Duell Folge 2              | 2,22 Mio.  | 1,17 Mio.       | 1,54 Mio.       | 6,4 %       | 8,4 %           | 7,7 %           |
| ProSieben, Das TV-Duell                | 1,51 Mio.  | 1,12 Mio.       | 1,34 Mio.       | 4,3 %       | 8,0 %           | 6,7 %           |
| Phoenix, Das TV-Duell                  | 0,08 Mio.  |                 |                 | 0,2 %       |                 |                 |
| Quoten der fünf Sender zusammen        | 17,64 Mio. |                 |                 | 50,7 %      |                 |                 |

## Positionen

### Wahl-O-Mat
Die Bundeszentrale für politische Bildung (bpb) hat zur Bundestagswahl 2013 wieder den Wahl-O-Mat präsentiert, der inhaltlich von einem Redaktionsteam aus 25 Jungwählern im Alter von 18 bis 26 Jahren aus allen Teilen der Bundesrepublik entwickelt wurde. Beraten wurden sie dabei vom Team der bpb und mehreren Wissenschaftlern:
Die Tabelle vergleicht die Positionen der im Bundestag vertretenen Parteien zu verschiedenen Themen. Sie bezieht sich auf Antworten, die die Parteien im Wahl-O-Mat der bpb angegeben haben. Der Wahl-O-Mat war in der Vergangenheit umstritten; u. a. deshalb, weil komplexe Standpunkte nicht immer eindeutig auf Ja-, Nein- bzw. Neutral-Aussagen zu reduzieren seien (die Begründungen und Erläuterungen der Parteien zu den einzelnen Standpunkten finden sich auf der Website des Wahl-O-Mats).
| \| Thesen \| \| \| \| \| \| \| Thesen \| CDU/CSU \| Sozialdemokratische Partei Deutschlands \| Freie Demokratische Partei \| Die Linke \| Bündnis 90/Die Grünen \| \| -------------------------------------------------------------------------- \| ------------ \| --------------------------------------- \| -------------------------- \| ------------ \| --------------------- \| \| Flächendeckender Mindestlohn \| nein \| ja \| nein \| ja \| ja \| \| Betreuungsgeld abschaffen \| nein \| ja \| keine Angabe \| ja \| ja \| \| Generelles Tempolimit \| nein \| nein \| nein \| ja \| ja \| \| Euro als Währung \| ja \| ja \| ja \| ja \| ja \| \| Stärkere staatliche Strompreiskontrolle \| nein \| ja \| nein \| ja \| keine Angabe \| \| Videoüberwachung ausbauen \| ja \| keine Angabe \| nein \| nein \| nein \| \| Bedingungsloses Grundeinkommen \| nein \| nein \| nein \| keine Angabe \| keine Angabe \| \| Förderungen nur für ökologische Landwirtschaft \| nein \| keine Angabe \| nein \| keine Angabe \| keine Angabe \| \| Gemeinsamer Schulunterricht unabhängig vom kulturellen Hintergrund \| ja \| ja \| ja \| ja \| ja \| \| Erhöhung des Spitzensteuersatzes \| nein \| ja \| nein \| ja \| ja \| \| Austritt aus der NATO \| nein \| nein \| nein \| ja \| nein \| \| Kein Neubau von Kohlekraftwerken \| nein \| nein \| nein \| ja \| ja \| \| Pille danach rezeptpflichtig \| ja \| nein \| keine Angabe \| nein \| nein \| \| Verstaatlichung aller Banken \| nein \| nein \| nein \| keine Angabe \| nein \| \| Mehr Flüchtlinge aufnehmen \| nein \| ja \| keine Angabe \| ja \| ja \| \| Lohnersatzleistungen für Pflege von Angehörigen \| nein \| ja \| nein \| ja \| ja \| \| Verfassungswidrige Parteien dürfen verboten werden \| ja \| ja \| ja \| ja \| ja \| \| BAföG unabhängig vom Einkommen der Eltern \| nein \| keine Angabe \| ja \| ja \| ja \| \| Einreisekontrolle an allen deutschen Grenzen \| nein \| nein \| nein \| nein \| nein \| \| Gesetzliche Frauenquote \| keine Angabe \| ja \| nein \| ja \| ja \| \| Weniger Unterstützung für finanzschwache Bundesländer \| keine Angabe \| nein \| nein \| nein \| nein \| \| Renteneintrittsalter senken \| nein \| ja \| keine Angabe \| ja \| nein \| \| Mehr Angestellte mit Migrationshintergrund im öffentlichen Dienst \| ja \| ja \| ja \| ja \| ja \| \| Verbot von Rüstungsexporten \| nein \| nein \| nein \| ja \| keine Angabe \| \| Ehegattensplitting beibehalten \| ja \| keine Angabe \| ja \| nein \| nein \| \| EU-Beitritt der Türkei \| nein \| ja \| keine Angabe \| ja \| ja \| \| Bundestagsabgeordnete müssen Nebeneinkünfte offenlegen \| keine Angabe \| ja \| nein \| ja \| ja \| \| Energieintensive Industrien müssen sich stärker an Energiewende beteiligen \| nein \| keine Angabe \| nein \| ja \| ja \| \| Leistungskürzung für ALG II-Empfänger, die Jobs ablehnen \| ja \| ja \| ja \| nein \| nein \| \| Kirchensteuer beibehalten \| ja \| ja \| keine Angabe \| nein \| keine Angabe \| \| Wahlfreiheit der Krankenversicherung \| ja \| keine Angabe \| ja \| nein \| nein \| \| Jeder Staat soll für eigene Schulden haften \| ja \| keine Angabe \| ja \| nein \| nein \| \| Adoptionsrecht für gleichgeschlechtliche Partner \| nein \| ja \| ja \| ja \| ja \| \| Keine Vorratsdatenspeicherung ohne Anlass \| nein \| nein \| ja \| ja \| ja \| \| Mietpreis darf bei Neuvermietung nur begrenzt angehoben werden \| ja \| ja \| nein \| ja \| ja \| \| Doppelte Staatsangehörigkeit \| nein \| ja \| ja \| ja \| ja \| \| Kostenpflichtige Autobahnnutzung \| keine Angabe \| nein \| nein \| keine Angabe \| nein \| \| Volksabstimmungen auf Bundesebene \| keine Angabe \| ja \| ja \| ja \| ja \| |                                         |                            |              |                       |              |
| Thesen |                                         |                            |              |                       |              |
| CDU/CSU | Sozialdemokratische Partei Deutschlands | Freie Demokratische Partei | Die Linke    | Bündnis 90/Die Grünen |              |
| Flächendeckender Mindestlohn | nein                                    | ja                         | nein         | ja                    | ja           |
| Betreuungsgeld abschaffen | nein                                    | ja                         | keine Angabe | ja                    | ja           |
| Generelles Tempolimit | nein                                    | nein                       | nein         | ja                    | ja           |
| Euro als Währung | ja                                      | ja                         | ja           | ja                    | ja           |
| Stärkere staatliche Strompreiskontrolle | nein                                    | ja                         | nein         | ja                    | keine Angabe |
| Videoüberwachung ausbauen | ja                                      | keine Angabe               | nein         | nein                  | nein         |
| Bedingungsloses Grundeinkommen | nein                                    | nein                       | nein         | keine Angabe          | keine Angabe |
| Förderungen nur für ökologische Landwirtschaft | nein                                    | keine Angabe               | nein         | keine Angabe          | keine Angabe |
| Gemeinsamer Schulunterricht unabhängig vom kulturellen Hintergrund | ja                                      | ja                         | ja           | ja                    | ja           |
| Erhöhung des Spitzensteuersatzes | nein                                    | ja                         | nein         | ja                    | ja           |
| Austritt aus der NATO | nein                                    | nein                       | nein         | ja                    | nein         |
| Kein Neubau von Kohlekraftwerken | nein                                    | nein                       | nein         | ja                    | ja           |
| Pille danach rezeptpflichtig | ja                                      | nein                       | keine Angabe | nein                  | nein         |
| Verstaatlichung aller Banken | nein                                    | nein                       | nein         | keine Angabe          | nein         |
| Mehr Flüchtlinge aufnehmen | nein                                    | ja                         | keine Angabe | ja                    | ja           |
| Lohnersatzleistungen für Pflege von Angehörigen | nein                                    | ja                         | nein         | ja                    | ja           |
| Verfassungswidrige Parteien dürfen verboten werden | ja                                      | ja                         | ja           | ja                    | ja           |
| BAföG unabhängig vom Einkommen der Eltern | nein                                    | keine Angabe               | ja           | ja                    | ja           |
| Einreisekontrolle an allen deutschen Grenzen | nein                                    | nein                       | nein         | nein                  | nein         |
| Gesetzliche Frauenquote | keine Angabe                            | ja                         | nein         | ja                    | ja           |
| Weniger Unterstützung für finanzschwache Bundesländer | keine Angabe                            | nein                       | nein         | nein                  | nein         |
| Renteneintrittsalter senken | nein                                    | ja                         | keine Angabe | ja                    | nein         |
| Mehr Angestellte mit Migrationshintergrund im öffentlichen Dienst | ja                                      | ja                         | ja           | ja                    | ja           |
| Verbot von Rüstungsexporten | nein                                    | nein                       | nein         | ja                    | keine Angabe |
| Ehegattensplitting beibehalten | ja                                      | keine Angabe               | ja           | nein                  | nein         |
| EU-Beitritt der Türkei | nein                                    | ja                         | keine Angabe | ja                    | ja           |
| Bundestagsabgeordnete müssen Nebeneinkünfte offenlegen | keine Angabe                            | ja                         | nein         | ja                    | ja           |
| Energieintensive Industrien müssen sich stärker an Energiewende beteiligen | nein                                    | keine Angabe               | nein         | ja                    | ja           |
| Leistungskürzung für ALG II-Empfänger, die Jobs ablehnen | ja                                      | ja                         | ja           | nein                  | nein         |
| Kirchensteuer beibehalten | ja                                      | ja                         | keine Angabe | nein                  | keine Angabe |
| Wahlfreiheit der Krankenversicherung | ja                                      | keine Angabe               | ja           | nein                  | nein         |
| Jeder Staat soll für eigene Schulden haften | ja                                      | keine Angabe               | ja           | nein                  | nein         |
| Adoptionsrecht für gleichgeschlechtliche Partner | nein                                    | ja                         | ja           | ja                    | ja           |
| Keine Vorratsdatenspeicherung ohne Anlass | nein                                    | nein                       | ja           | ja                    | ja           |
| Mietpreis darf bei Neuvermietung nur begrenzt angehoben werden | ja                                      | ja                         | nein         | ja                    | ja           |
| Doppelte Staatsangehörigkeit | nein                                    | ja                         | ja           | ja                    | ja           |
| Kostenpflichtige Autobahnnutzung | keine Angabe                            | nein                       | nein         | keine Angabe          | nein         |
| Volksabstimmungen auf Bundesebene | keine Angabe                            | ja                         | ja           | ja                    | ja           |

### Wahlprogramme der Parteien
Die folgenden Positionen der im Bundestag vertretenen Parteien beziehen sich auf ihre jeweiligen Wahlprogramme. Die Auswahl der Themen orientiert sich am Wahl-Dossier der Tagesschau (dort findet sich auch eine ausführliche Gegenüberstellung der Programme). Die einzelnen Wahlprogramme sowie das Wahl-Dossier sind im Abschnitt Weblinks verlinkt.

#### Innenpolitik
CDU/CSU: Weiterbeschäftigung so genannter V-Leute beim Bundesamt für Verfassungsschutz. Ausweitung der Video- und Internetüberwachung. Für Straftäter zwischen 18 und 21 Jahren soll das Erwachsenenstrafrecht zur Regel werden. Keine Volksabstimmungen auf Bundesebene. Die Vorratsdatenspeicherung soll wieder eingeführt werden.
SPD: Der Verfassungsschutz soll transparenter werden. Programme gegen Rechtsextremismus sollen ausgebaut, ein Verbotsverfahren gegen die NPD eingeleitet werden. Jugendkriminalität soll durch Prävention bekämpft werden. Einführung von verbindlichen Volksabstimmungen auf Bundesebene. Die Vorratsdatenspeicherung soll wieder eingeführt werden.
FDP: Nachrichtendienste sollen stärker parlamentarisch kontrolliert werden. Keine Online-Durchsuchungen und Prüfung des BKA-Gesetzes. Der Militärische Abschirmdienst soll abgeschafft werden. Einführung von verbindlichen Volksabstimmungen auch auf Bundesebene. Die Vorratsdatenspeicherung wird ebenso wie andere staatliche Überwachungsprogramme entschieden abgelehnt.
Die Linke: Der Verfassungsschutz und alle weiteren Nachrichtendienste sollen abgeschafft werden. Kennzeichnungspflicht für uniformierte Polizisten. Einführung von verbindlichen Volksabstimmungen auf Bundesebene. Die Vorratsdatenspeicherung wird abgelehnt.
Grüne: Die Verschärfungen und Ausweitungen der Anti-Terror-Gesetze sollen rückgängig gemacht werden. Der Militärische Abschirmdienst soll abgeschafft werden. Der Einsatz von V-Leuten wird abgelehnt. Videoüberwachung im öffentlichen Raum und Online-Durchsuchungen werden abgelehnt. Einführung von verbindlichen Volksabstimmungen auf Bundesebene. Die Vorratsdatenspeicherung wird abgelehnt.

#### Finanzmärkte
CDU/CSU: Verschuldete EU-Staaten sollen sanktioniert werden, wenn sie gegen den Stabilitäts- und Wachstumspakt verstoßen. Keine Einführung von Eurobonds. Die Union will eine europäische Bankenaufsicht bei der EZB einrichten. Einführung der Finanztransaktionssteuer.
SPD: Finanzinstitute sollen strengere Eigenkapitalvorschriften bekommen. Einführung einer Bankenabgabe, einer Abwicklungsbehörde für Banken, einer EU-Bankenaufsicht durch die EZB und einer europäischen Ratingagentur. Die Sozialdemokraten sind zudem für einen europäischen Schuldentilgungsfonds. Einführung der Finanztransaktionssteuer.
FDP: Einführung eines Bankeninsolvenzrechts auf EU-Ebene sowie einer Insolvenzordnung für Staaten (Banken und Staaten sollen insolvent gehen können statt too big to fail zu sein). Keine Einführung von Eurobonds oder eines Schuldentilgungsfonds (keine „Vergemeinschaftung“ von Schulden). Keine Einführung der Finanztransaktionssteuer.
Die Linke: Einführung einer Bankenabgabe. Die EZB soll direkt Kredite an die Euro-Staaten vergeben können. Das Investmentbanking soll abgeschafft, „Schattenbanken“ sollen aufgelöst werden. Private Großbanken sollen verstaatlicht werden. Einführung der Finanztransaktionssteuer.
Grüne: Einführung der Finanztransaktionssteuer sowie einer Schuldenbremse für Banken und eines Trennbankensystems. Verschärfung der Eigenkapitalvorschriften, Abwicklung von Krisenbanken. Einführung eines Schuldentilgungsfonds und langfristig Eurobonds. Der Europäische Stabilitätsmechanismus ESM soll zu einem Europäischen Währungsfonds umgebaut werden.

#### Steuern und Kindergeld
CDU/CSU: Keine Steuererhöhungen und keine Vermögensabgabe und Abbau der kalten Progression bei der Einkommensteuer. Die Unternehmensbesteuerung soll auf EU-Ebene angeglichen werden. Steueroasen sollen durch bessere internationale Zusammenarbeit bekämpft werden. Der Kinderfreibetrag soll auf den Erwachsenenfreibetrag erhöht werden.
SPD: Zwischen einem jährlich zu versteuernden Einkommen von 64.000 Euro bis zu 100.000 Euro (bei Ehepaaren 128.000 Euro bis 200.000 Euro) soll der Tarifverlauf so erweitert werden, dass der Grenzsteuersatz von 42 % auf den Spitzensteuersatz von 49 % linear ansteigt. Das Kindergeld soll unter einem Bruttoeinkommen von 36.000 Euro pro Jahr einkommensabhängig gestaffelt werden, wobei der Höchstbetrag des Kindergeldes bei monatlich 324 Euro liegen soll. Der Kinderfreibetrag soll auf das sächliche Existenzminimum begrenzt werden. Das Ehegattensplitting soll für bestehende Ehen und Partnerschaften beibehalten, aber für künftige durch einen „Partnerschaftstarif“ ersetzt werden. Die Abgeltungssteuer für Kapitaleinkünfte von 25 auf 32 Prozent erhöht werden. Die durch die Steuererhöhungen erzielten Einnahmen sollen ausschließlich in den Schuldenabbau sowie in Bildung und Infrastruktur fließen. Die Vermögensabgabe soll wieder eingeführt werden.
FDP: Keine Steuererhöhungen und keine Vermögensabgabe, sondern wo möglich Senkung der Steuer- und Abgabenbelastung und Abbau der kalten Progression. Eine Steuerbremse soll im Grundgesetz verankert werden. Der Solidaritätszuschlag soll auslaufen. Das Steuersystem soll vereinfacht werden.

Grundtarife SPD, Grüne und Linke im Vergleich mit dem aktuellen Tarif 2013

Die Linke: Der Grundfreibetrag soll auf 9.300 Euro steigen, wobei der Eingangssteuersatz bei 14 % bleiben soll. Der Tarifverlauf soll bis zu einem jährlich zu versteuernden Einkommen von 65.000 Euro geglättet werden. Ab diesem Einkommen soll ein Grenzsteuersatz von 53 Prozent gelten. Dadurch werden zu versteuernde Einkommen unter etwa 69.000 Euro entlastet, darüber belastet. Für den eine Million Euro übersteigenden Teil des zu versteuernden Einkommens soll der Spitzensteuersatz in Höhe von 75 % greifen („Reichensteuer“). Das Kindergeld soll auf mindestens 200 Euro erhöht werden. Das Ehegattensplitting soll durch eine Einzelveranlagung ersetzt werden. Die Körperschaftsteuer soll auf 25 % erhöht werden. Die Einführung einer Vermögensabgabe („Millionärssteuer“) in Höhe von fünf Prozent ist geplant.
Grüne: Der Grundfreibetrag bei der Einkommensteuer soll auf 8.712 Euro steigen. Die Tarifkurve soll unter Beibehaltung des bisherigen Verlaufes bis 45 % bei einem jährlich zu versteuernden Einkommen von etwa 60.000 Euro verlängert werden. Sodann soll der Anstieg etwas flacher bis zum Spitzensteuersatz von 49 % bei einem zu versteuernden Einkommen von 80.000 Euro erfolgen. Dadurch werden zu versteuernde Einkommen unter etwa 60.000 Euro entlastet, darüber belastet. Das Kindergeld soll als Einstieg in eine Kindergrundsicherung um weitere 22 Euro monatlich erhöht werden. Das Ehegattensplitting soll durch eine Einzelveranlagung mit Übertragung des Grundfreibetrages ersetzt werden, wobei der „Splittingvorteil“ bis maximal 1500 Euro erhalten bleiben soll. Die Erbschaftssteuer soll erhöht, die Abgeltungssteuer durch ein progressives System ersetzt werden.

#### Arbeit, Soziales, Gesundheit und Familie
CDU/CSU: Leiharbeiter sollen den gleichen Lohn wie die Stammmitarbeiter erhalten. Die Rente mit 67 soll beibehalten werden, die Mindestrente soll 850 € betragen. Das Ehegattensplitting soll um ein Familiensplitting ergänzt werden. Das Betreuungsgeld soll beibehalten werden. Die Gleichstellung der Ehe mit der eingetragenen Lebenspartnerschaft wird abgelehnt. Einführung einer Frauenquote von 30 Prozent für Aufsichtsräte und Vorstände in börsennotierten Unternehmen. Beibehaltung des derzeitigen Krankenversicherungssystems.
SPD: Einführung eines gesetzlichen Mindestlohns von 8,50 € die Stunde. Leiharbeiter sollen den gleichen Lohn wie die Stammmitarbeiter erhalten. Praktika sollen einheitliche Standards für die Dauer und Vergütung erhalten. Die Rente mit 67 soll beibehalten werden, die Mindestrente soll 850 € betragen. Abschaffung des Betreuungsgeldes, Staffelung des Kindergeldes nach dem Einkommen. Vollständige Gleichstellung der Ehe mit der eingetragenen Lebenspartnerschaft. Einführung einer Frauenquote von 40 Prozent für Aufsichtsräte und Vorstände in börsennotierten Unternehmen. Einführung einer Bürgerversicherung im Gesundheitssystem.
FDP: Es soll ein liberales Bürgergeld eingeführt werden, welches Sozialleistungen wie ALG-II, Grundsicherung, Sozialhilfe, Wohngeld oder Kinderzuschlag zusammenfasst. Ab dem 60. Lebensjahr soll das Renteneintrittsalter flexibel sein. Das Betreuungsgeld soll abgeschafft werden. Vollständige Gleichstellung der Ehe mit der eingetragenen Lebenspartnerschaft. Eine Frauenquote für Aufsichtsräte und Vorstände in börsennotierten Unternehmen wird abgelehnt. Beibehaltung des derzeitigen Krankenversicherungssystems und Öffnung der Privaten Krankenversicherung für weitere Personengruppen. Ein Mindestlohn soll regional und branchenbezogen eingeführt werden.
Die Linke: Einführung eines gesetzlichen Mindestlohns von 10 € die Stunde. Leiharbeit und Ein-Euro-Jobs sollen verboten werden. Die Regelarbeitszeit soll auf 30 Stunden die Woche bei vollem Lohnausgleich gekürzt werden. Das Arbeitslosengeld II soll durch eine Mindestsicherung von 1050 € ersetzt werden. Senkung des Renteneintrittsalters auf 65 Jahre, Mindestrente von 1050 €. Betreuungsgeld und das Ehegattensplitting sollen abgeschafft werden. Vollständige Gleichstellung der Ehe mit der eingetragenen Lebenspartnerschaft. Eine Frauenquote soll nicht nur in Unternehmen, sondern in allen Bereichen der Gesellschaft eingeführt werden. Einführung einer Bürgerversicherung im Gesundheitssystem.
Grüne: Einführung eines gesetzlichen Mindestlohns von 8,50 € die Stunde. Leiharbeiter sollen den gleichen Lohn wie die Stammmitarbeiter erhalten. Der ALG-II-Satz soll auf 420 € steigen. Die Rente mit 67 soll beibehalten werden, die Mindestrente soll 850 € betragen. Langfristig soll eine Bürgerversicherung eingeführt werden, in die alle Beschäftigten einzahlen. Das Betreuungsgeld soll abgeschafft und durch einen Anspruch auf Ganztagsbetreuung ersetzt werden. Vollständige Gleichstellung der Ehe mit der eingetragenen Lebenspartnerschaft. Einführung einer Frauenquote von 50 Prozent für Aufsichtsräte und Vorstände in börsennotierten Unternehmen. Einführung einer Bürgerversicherung im Gesundheitssystem.

#### Europa
CDU/CSU: Die EU soll den Fokus stärker auf Wirtschaftswachstum und Wettbewerbsfähigkeit setzen. Die nationalen Regierungen sollen ihre Politik stärker mit der EU-Kommission abstimmen. Ziel sei die Errichtung eines europäischen Arbeitsmarktes und die Angleichung der Unternehmensbesteuerung. Europa soll dezentral aufgebaut sein. Eine EU-Mitgliedschaft der Türkei wird abgelehnt.
SPD: Einführung einer gemeinsamen EU-Wirtschaftsregierung, Mindeststeuersätze und verbindliche Sozialstandards. Die EU-Kommission soll zu einer Regierung ausgebaut werden, die vom Europaparlament gewählt werden soll. Der Rat der Europäischen Union soll zu einer zweiten Parlamentskammer ausgebaut werden. Die Türkei soll nach der Erfüllung bestimmter Bedingungen in die EU aufgenommen werden.
FDP: Die EU-Wirtschaftspolitik soll besser koordiniert werden. Langfristig soll die europäische Einigung vorangetrieben und über einen europäischen Bundesstaat per Volksabstimmung entschieden werden. Europäische Steuern sowie die Wiedereinführung von Grenzkontrollen werden abgelehnt. Der Rat der Europäischen Union soll zu einer zweiten Parlamentskammer ausgebaut werden. Die EU-Kommission soll verkleinert werden und das Initiativrecht dem EU-Parlament zustehen. Die Türkei soll – wenn sie allen Voraussetzungen entspricht – in die EU aufgenommen werden.
Die Linke: Die Lohn-, Steuer- und Sozialpolitik soll in der EU weitgehend angeglichen werden. Es soll ein europäisches Konjunkturprogramm gestartet werden. Die EU-Kommission soll keinen Einfluss auf die nationalen Haushalte haben dürfen. Auf EU-Ebene sollen mehr direktdemokratische Elemente etabliert und die Rechte des Parlaments gestärkt werden.
Grüne: Das EU-Parlament soll gestärkt werden, indem es das Initiativrecht bei Gesetzen bekommt und den Kommissionspräsidenten wählt. Die EU-Bürgerinitiative soll zu einer verbindlichen Volksabstimmung ausgebaut werden. EU-Weit sollen Mindeststeuersätze gelten. Die EU-Kommission soll Subventionen an EU-Staaten stoppen, wenn diese gegen die Menschenrechte verstoßen. Die Türkei soll nach der Erfüllung bestimmter Bedingungen in die EU aufgenommen werden. Es soll ein Europäischer Konvent zur Weiterentwicklung der EU einberufen werden.

#### Verkehr und Verbraucherschutz
CDU/CSU: 2020 sollen eine Million Elektroautos zugelassen sein. Car-Sharing soll stärker gefördert werden. Ein generelles Tempolimit auf Autobahnen wird abgelehnt. In der Frage einer PKW-Maut sind sich beide Parteien uneins; Horst Seehofer macht sie zur Bedingung für eine Regierungsbeteiligung, Angela Merkel lehnt sie kategorisch ab. Eine Abschaffung der Luftverkehrssteuer wird in Betracht gezogen. Lebensmittel sollen in Hinblick auf Region, Gentechnik und Bedingungen der Tierhaltung gekennzeichnet sein. Einrichtung eines Banken-Vergleichsportals und eines Sachverständigenrates für Verbraucherpolitik.
SPD: Die Deutsche Bahn soll nicht privatisiert werden. Ein nationales Verkehrswegeprogramm soll aufgelegt werden. Lebensmittel sollen in Hinblick auf Region und Bedingungen der Tierhaltung gekennzeichnet sein. Restaurants und Lebensmittelbetriebe sollen eine Hygieneampel bekommen. Gentechnik in Lebensmitteln soll verboten werden. Ein Sachverständigenrat für Verbraucherpolitik soll eingerichtet werden. Lebensmittelwerbung in Schulen soll verboten werden.
FDP: EuroCombis sollen gefördert werden. Ein generelles Tempolimit auf Autobahnen wird abgelehnt. Teile der Deutschen Bahn sollen privatisiert werden. Die Luftverkehrssteuer soll abgeschafft werden. Werbeverbote für Genussmittel oder spezielle Konsumsteuern werden abgelehnt. Genprodukte sollen gekennzeichnet werden. Kunden der Deutschen Bahn sollen bei Verspätungen schneller ihr Geld zurückerhalten.
Die Linke: Langfristig soll der gesamte ÖPNV kostenlos sein und durch Steuern finanziert werden. Die Deutsche Bahn soll nicht privatisiert werden. Auf Autobahnen soll ein generelles Tempolimit von 120 km/h gelten. Die Einführung von EuroCombis lehnt die Partei ab. Der Verbraucher soll mehr Informationen über Lebensmittel erhalten und es soll mehr Lebensmittelkontrollen geben. Einführung eines Finanz-TÜVs.
Grüne: Verbrauchsobergrenzen bei Fahrzeugen sollen eingeführt werden; bis 2020 sollen Neuwagen drei, ab 2025 zwei Liter verbrauchen. Die LKW-Maut soll auf Fahrzeuge ab 3,5 Tonnen sowie auf alle Bundesstraßen ausgedehnt werden. Auf Autobahnen soll ein generelles Tempolimit von 120 km/h gelten. Die Steuerbefreiung von Flugbenzin soll abgeschafft werden. Lebensmittel sollen in Hinblick auf Region, fairen Handel, Gentechnik und Bedingungen der Tierhaltung gekennzeichnet sein. Einführung einer Lebensmittelampel und eines Hygienebarometers für Restaurants. Die Massentierhaltung soll langfristig abgeschafft werden.

#### Umwelt und Energie
Alle Parteien sprechen sich grundsätzlich für die Energiewende aus.
CDU/CSU: Der Ausbau Erneuerbarer Energien soll künftig stärker durch den freien Markt geregelt werden. Energieintensive Unternehmen sollen weiter entlastet, Stromnetze und Stromspeicher ausgebaut werden. Der Bau neuer Gas- und Kohlekraftwerke wird befürwortet. Der Einsatz von Fracking soll geprüft werden.
SPD: Einrichtung eines eigenen Energieministeriums. Erneuerbare Energien sollen weiterhin Vorrang bei der Einspeisung haben. Die Senkung der Stromsteuer wird in Betracht gezogen. Der Bau neuer Gas- und Kohlekraftwerke wird befürwortet. Auf den Einsatz von Fracking soll vorerst verzichtet werden.
FDP: Der Ausbau Erneuerbarer Energien soll vorangetrieben und künftig stärker durch den freien Markt geregelt werden. Senkung der Stromsteuer und Einführung einer „Strompreisbremse“. Energieintensive Unternehmen sollen weiter entlastet werden, das Stromnetz soll schneller ausgebaut werden. Der Einsatz von Fracking soll geprüft werden.
Die Linke: Strom- und Wärmenetze sollen in die öffentliche Hand überführt werden. Steuererleichterungen für die Industrie sollen abgeschafft werden. Off-Shore-Windparks werden abgelehnt, die Energieversorgung soll dezentral garantiert werden. Kein Einsatz von Fracking und CO2-Abscheidung und -Speicherung.
Grüne: Bis zum Jahr 2030 soll der Strom komplett aus erneuerbaren Energien stammen. Diese sollen weiterhin eine feste Einspeisevergütung erhalten und Einspeisevorrang haben. Die Vergünstigungen für energieintensive Unternehmen sollen abgebaut werden. Kein Einsatz von Fracking und CO2-Abscheidung und -Speicherung.
Eine Analyse der Wahlprogramme auf die Energiepolitik hat die Zeitschrift Photon vorgelegt.

## Umfragen

Ergebnisse aus Umfragen der Institute (A)llensbach, (E)MNID, (F)ORSA, Forschungsgruppe (W)ahlen, (G)MS, (I)nfratest dimap, IN(S)A, (T)NS, Trend (R)esearch und IfM (Leipzig) zwischen dem 2. Oktober 2009 und dem 19. September 2013 (Quelle: wahlrecht.de).
Farben: CDU/CSU, SPD, FDP, Linke, Grüne, Piraten, Freie Wähler, AfD, Sonstige. Punkte: Wahlergebnis bei der Bundestagswahl 2009. Kreise: Wahlergebnis bei der Bundestagswahl 2013.

Bei der Bundestagswahl 2009 erreichten CDU, CSU und FDP mit 48,4 Prozent der Stimmen eine absolute Mehrheit im Bundestag und bildeten eine Regierungskoalition unter Führung von Bundeskanzlerin Angela Merkel (→ Kabinett Merkel II). Ende 2009 war die Zustimmung für die Bundesregierung in Umfragen der Meinungsforschungsinstitute deutlich gesunken, so dass es keine gemeinsame Mehrheit mehr gab. Insbesondere die FDP verlor im Frühjahr 2010 dramatisch, lag zur Mitte des Jahres erstmals in einigen Umfragen unter der Fünf-Prozent-Hürde und verblieb dort annähernd zwei Jahre. Ab April 2012 ermittelten die Umfrageinstitute erneut Werte von fünf Prozent, im Spätsommer 2012 Werte von drei bis vier Prozent. Solche Umfrageschwankungen begleiteten die Liberalen auch in das Bundestagswahljahr 2013, so dass der Wiedereinzug in den Bundestag ungewiss war. So maß das Umfrageinstitut Allensbach für die FDP zeitweilig sechs Prozent, Infratest dimap im selben Zeitraum dagegen nur vier Prozent.
Die Union erreichte in der laufenden Legislaturperiode mit 29 Prozent den niedrigsten und mit 43 Prozent den höchsten gemessenen Wert. Verantwortlich für die starken Werte der Unionsparteien war vor allem die weiterhin große Beliebtheit von Bundeskanzlerin Angela Merkel (CDU) und ihr positiv wahrgenommenes Handeln während der Krise im Euroraum. Während die Union 2010 und 2011 nur leichte Gewinne verzeichnen konnte, stiegen die Umfragewerte ab Herbst 2012 stark an. Im Wahljahr 2013 lag die Union in allen Umfragen um 40 %, was eine deutliche Steigerung der 33,8 % von 2009 bedeutet hätte. Anfang 2013 wurde für die Union durch Forsa und Emnid ein Höchstwert von 43 Prozent ermittelt, was den besten Wert seit sieben Jahren darstellte.
Die SPD gewann im Zeitraum von Ende 2009 bis Ende 2010 hinzu und kam dabei auf bis zu 30 Prozent. Im Sommer 2010 gelang es der SPD sogar vereinzelt, die Union als stärkste Partei zu überholen. Nachdem auch die Grünen kräftig zulegten, zeigten die Umfragen im Herbst 2010 erstmals eine rot-grüne Mehrheit. Danach verlor die SPD wieder etwas. Im Herbst 2011 konnte die SPD wegen einiger Erfolge bei Landtagswahlen zulegen, im Jahresverlauf 2012 lag die Partei konstant um 30 %. Nachdem die SPD durch die Nominierung von Peer Steinbrück zum Kanzlerkandidaten im September 2012 erneut kurzzeitig beflügelt wurde, verlor die SPD nach aufkeimender Kritik an dessen Nebeneinkünften wieder an Zustimmung. Ab Herbst 2012 sanken die Umfragewerte kontinuierlich, im Dezember 2012 konnte die Partei letztmals 30 % erreichen. In den Wochen und Monaten vor der Wahl wiesen die Institute für die SPD 23–28 % aus. Die Partei schaffte es nur kurzzeitig, nämlich von Juli bis November 2012, die CDU wieder als mitgliederstärkste Partei in Deutschland abzulösen. Auch mit Unterstützung aus Wirtschaftskreisen konnte Steinbrück laut Umfragen kaum rechnen; bevorzugt blieb demnach Bundeskanzlerin Angela Merkel.
Bündnis 90/Die Grünen konnten ab Beginn der Legislaturperiode deutlich zugewinnen und kamen bis Herbst 2010 auf 20 %, die bis dato besten Umfragewerte aller Zeiten für die Partei. Nachdem sie wieder leicht verloren, sprangen die Werte nach der Nuklearkatastrophe von Fukushima rapide nach oben. Zwischen April und August 2011 lagen die Grünen bei deutlich über 20 %, meist zwischen 22 und 25 Prozent. In vereinzelten Umfragen lagen sie sogar auf Platz 2 vor der SPD, Rufe nach einem grünen Kanzlerkandidaten waren zu hören. Ab September 2011 rutschten die Grünen jedoch auf durchschnittlich 14 Prozent ab, blieben aber weiterhin drittstärkste Partei. In den letzten Wochen und Monaten vor der Wahl 2013 verloren die Grünen nochmal deutlich auf unter 10 Prozent.
Die Linke verzeichnete seit der Bundestagswahl 2009 einen stetigen Rückgang der Umfragewerte. Als Grund für die Schwäche auf Bundesebene wurden anhaltende Personalquerelen sowie das Ausscheiden der Linken aus den Landtagen nach den Wahlen in Schleswig-Holstein und Nordrhein-Westfalen angeführt. Der Führungswechsel von Klaus Ernst und Gesine Lötzsch zu Katja Kipping und Bernd Riexinger verschaffte der Partei zunächst keinen nennenswerten Aufschwung in Richtung des letzten Bundestagswahlergebnisses. 2012, während des Umfragehochs der Piratenpartei, lag Die Linke sogar teilweise bei 5 %. Danach stabilisierte sich die Partei wieder bei 8–9 %. Damit hätte die Partei dennoch drei bis vier Prozent im Vergleich zur Bundestagswahl 2009 verloren.
Nach dem Erfolg bei der Wahl zum Abgeordnetenhaus von Berlin 2011 tauchte die Piratenpartei erstmals in den Umfragen der großen Institute auf und lag bei beinahe allen Meinungserhebungen ab Oktober 2011 über der Fünf-Prozent-Hürde. Allerdings wiesen die Zahlen der einzelnen Institute untereinander starke Schwankungen auf. Während Forsa und Emnid die Piratenpartei zwischen 7 und 10 Prozent sahen, maßen Allensbach und die Forschungsgruppe Wahlen Werte zwischen 4 und 6 Prozent. Einen Schub für die Piraten in den Umfragen brachte im April 2012 dann der überraschende Einzug in das saarländische Landesparlament nach der dortigen Landtagswahl im März 2012. Forsa ermittelte zwei Wochen nach diesem Erfolg bereits 13 Prozent für die junge Partei. Nach weiteren Erfolgen bei Landtagswahlen in Schleswig-Holstein und Nordrhein-Westfalen lag die Partei in den meisten Umfragen über 10 %. Ab Herbst 2012 jedoch rutschten die Piraten in allen Umfragen wieder unter die Fünf-Prozent-Hürde, im November 2012 erreichten die Piraten in ihrer Geschichte letztmals 5 %. Sie stagnierten bei 2–3 % und konnten sich nicht wieder erholen. Unmittelbar vor der Wahl galt ein Einzug der Piraten in den Bundestag höchst unwahrscheinlich. Im März 2013 wurden sie erstmals seit 2011 in einer Umfrage der Forschungsgruppe Wahlen nicht mehr ausgewiesen, viele weitere Institute zogen im Jahresverlauf nach.
Im Juli 2012 führten die Meinungsforschungsinstitute YouGov und GMS erstmals die Freien Wähler extra auf. Sie kamen aber in keiner der Umfragen über zwei Prozent hinaus. Ab April 2013 wurde die neu gegründete Alternative für Deutschland (AfD) in den Wahlumfragen ausgewiesen. Sie erreichte in einer Umfrage Ende April erstmals die zum Einzug in den Bundestag notwendigen 5 Prozent (INSA/22. April 2013). Bis zur Wahl im September maßen die verschiedenen Institute Werte zwischen 2,5 und 5 Prozent. Ein Einzug in den Bundestag erschien unwahrscheinlich, aber nicht ausgeschlossen.
In den letzten Tagen vor der Wahl waren sich die Demoskopen einig, dass die Union mit 39–41 Prozent klar stärkste Partei werden würde. Die SPD lag mit 25–28 Prozent auf Platz 2 und leicht über ihrem Ergebnis von 2009. Die Grünen verloren im Jahresverlauf 2013 kontinuierlich an Zustimmung und lagen kurz vor der Wahl bei 8–11 Prozent. Die Linke lag bei 8–9 Prozent. Ob die FDP wieder in Bundestag einziehen würde, galt als äußerst ungewiss, die letzten Umfragen sahen die Partei mit 5–6 Prozent jedoch knapp über der Fünf-Prozent-Hürde. Ein Einziehen der AfD in den Bundestag galt mit 2,5–5 Prozent eher unwahrscheinlich, ein Einziehen der Piraten (2–3 Prozent) nahezu ausgeschlossen.
Was mögliche Koalitionen betraf, schien eine Große Koalition die einzige realistische Option mit sicherer Mehrheit. Ob eine Fortsetzung der schwarz-gelben Koalition möglich wäre, war unsicher. SPD und Grüne hatten zusammen deutlich keine Mehrheit und wären auf Zusammenarbeit mit den Linken angewiesen, was aber ausgeschlossen wurde.

### Einzelne Umfragen
| Institut                | Datum      | CDU/CSU | SPD    | Grüne  | FDP   | Linke | Piraten | AfD   | Sonstige |
| ----------------------- | ---------- | ------- | ------ | ------ | ----- | ----- | ------- | ----- | -------- |
| Endergebnis             | 22.09.2013 | 41,5 %  | 25,7 % | 8,4 %  | 4,8 % | 8,6 % | 2,2 %   | 4,7 % | 4,1 %    |
| Emnid                   | 22.09.2013 | 39 %    | 26 %   | 9 %    | 6 %   | 9 %   | —       | 4 %   | 7 %      |
| Allensbach              | 20.09.2013 | 39,5 %  | 27 %   | 9 %    | 5,5 % | 9 %   | 2 %     | 4,5 % | 3,5 %    |
| Emnid                   | 20.09.2013 | 39 %    | 26 %   | 9 %    | 6 %   | 9 %   | —       | 4 %   | 7 %      |
| Forsa                   | 20.09.2013 | 40 %    | 26 %   | 10 %   | 5 %   | 9 %   | 2 %     | 4 %   | 4 %      |
| Forschungsgruppe Wahlen | 19.09.2013 | 40 %    | 27 %   | 9 %    | 5,5 % | 8,5 % | —       | 4 %   | 6 %      |
| INSA                    | 19.09.2013 | 38 %    | 28 %   | 8 %    | 6 %   | 9 %   | 2 %     | 5 %   | 4 %      |
| Allensbach              | 18.09.2013 | 39 %    | 26 %   | 11 %   | 6 %   | 9 %   | 2 %     | 3,5 % | 3,5 %    |
| Forsa                   | 17.09.2013 | 39 %    | 25 %   | 9 %    | 5 %   | 10 %  | 3 %     | 3 %   | —        |
| Trend research          | 17.09.2013 | 38 %    | 27 %   | 10 %   | 5 %   | 9 %   | —       | 4,5 % | —        |
| Emnid                   | 15.09.2013 | 39 %    | 26 %   | 10 %   | 5 %   | 9 %   | 3 %     | 4 %   | 4 %      |
| INSA                    | 15.09.2013 | 38 %    | 27 %   | 11 %   | 4 %   | 8 %   | 3 %     | 4 %   | —        |
| IfM Leipzig             | 14.09.2013 | 38 %    | 26 %   | 9 %    | 5 %   | 10 %  | 3 %     | 5 %   | 4 %      |
| Forschungsgruppe Wahlen | 13.09.2013 | 40 %    | 26 %   | 11 %   | 6 %   | 8 %   | —       | 4 %   | 5 %      |
| Infratest dimap         | 12.09.2013 | 40 %    | 28 %   | 10 %   | 5 %   | 8 %   | 2,5 %   | 2,5 % | 4 %      |
| Forsa                   | 11.09.2013 | 39 %    | 25 %   | 9 %    | 6 %   | 10 %  | 3 %     | 3 %   | 5 %      |
| INSA                    | 09.09.2013 | 39 %    | 28 %   | 11 %   | 4 %   | 8 %   | 3 %     | 3 %   | 4 %      |
| Emnid                   | 08.09.2013 | 40 %    | 25 %   | 11 %   | 5 %   | 9 %   | 3 %     | 3 %   | 4 %      |
| Forschungsgruppe Wahlen | 05.09.2013 | 41 %    | 26 %   | 10 %   | 6 %   | 8 %   | —       | 3 %   | 6 %      |
| Infratest dimap         | 05.09.2013 | 41 %    | 27 %   | 10 %   | 5 %   | 8 %   | —       | 3 %   | 6 %      |
| Allensbach              | 04.09.2013 | 40 %    | 25 %   | 12,5 % | 6 %   | 7,5 % | 2,5 %   | 3 %   | 3,5 %    |
| Forsa                   | 04.09.2013 | 40 %    | 23 %   | 11 %   | 5 %   | 9 %   | 3 %     | 4 %   | 5 %      |
| INSA                    | 02.09.2013 | 39 %    | 26 %   | 13 %   | 5 %   | 8 %   | 3 %     | 3 %   | 3 %      |
| Emnid                   | 01.09.2013 | 39 %    | 23 %   | 11 %   | 6 %   | 10 %  | 3 %     | 3 %   | 5 %      |
| Infratest dimap         | 29.08.2013 | 41 %    | 26 %   | 11 %   | 5 %   | 8 %   | —       | 3 %   | 6 %      |
| Forschungsgruppe Wahlen | 29.08.2013 | 41 %    | 26 %   | 12 %   | 6 %   | 7 %   | —       | 3 %   | 5 %      |
| Forsa                   | 28.08.2013 | 41 %    | 22 %   | 11 %   | 5 %   | 10 %  | 3 %     | 3 %   | 5 %      |
| INSA                    | 26.08.2013 | 39 %    | 25 %   | 14 %   | 6 %   | 7 %   | 3 %     | 3 %   | 3 %      |
| Emnid                   | 25.08.2013 | 40 %    | 25 %   | 12 %   | 5 %   | 8 %   | 3 %     | 3 %   | 4 %      |
| Infratest dimap         | 23.08.2013 | 42 %    | 24 %   | 12 %   | 5 %   | 9 %   | 2 %     | 3 %   | 3 %      |
| Forschungsgruppe Wahlen | 23.08.2013 | 41 %    | 25 %   | 13 %   | 6 %   | 8 %   | —       | —     | 7 %      |
| Allensbach              | 21.08.2013 | 39 %    | 24,5 % | 13,5 % | 7 %   | 7 %   | 2 %     | 3 %   | 4 %      |
| Forsa                   | 21.08.2013 | 41 %    | 22 %   | 13 %   | 6 %   | 8 %   | 3 %     | 2 %   | 5 %      |
| INSA                    | 20.08.2013 | 38 %    | 26 %   | 15 %   | 5 %   | 8 %   | 3 %     | 3 %   | 2 %      |
| GMS                     | 20.08.2013 | 41 %    | 25 %   | 12 %   | 6 %   | 8 %   | 3 %     | 1 %   | 4 %      |
| Emnid                   | 18.08.2013 | 40 %    | 24 %   | 12 %   | 6 %   | 8 %   | 4 %     | 1 %   | 5 %      |
| Forschungsgruppe Wahlen | 16.08.2013 | 41 %    | 25 %   | 13 %   | 5 %   | 8 %   | 3 %     | —     | 5 %      |
| Infratest dimap         | 15.08.2013 | 42 %    | 25 %   | 12 %   | 5 %   | 8 %   | 3 %     | —     | 5 %      |
| Forsa                   | 14.08.2013 | 40 %    | 23 %   | 13 %   | 5 %   | 8 %   | 3 %     | 3 %   | 5 %      |
| Emnid                   | 11.08.2013 | 41 %    | 25 %   | 13 %   | 5 %   | 8 %   | 3 %     | 2 %   | 3 %      |
| Infratest dimap         | 09.08.2013 | 42 %    | 25 %   | 13 %   | 5 %   | 7 %   | 3 %     | —     | 5 %      |
| Forsa                   | 07.08.2013 | 40 %    | 23 %   | 14 %   | 5 %   | 7 %   | 3 %     | 3 %   | 5 %      |
| Emnid                   | 04.08.2013 | 40 %    | 25 %   | 13 %   | 5 %   | 8 %   | 3 %     | 2 %   | 4 %      |
| Forschungsgruppe Wahlen | 02.08.2013 | 40 %    | 27 %   | 14 %   | 5 %   | 7 %   | —       | —     | 7 %      |
| Infratest dimap         | 01.08.2013 | 42 %    | 26 %   | 13 %   | 5 %   | 7 %   | —       | —     | 7 %      |
| Forsa                   | 31.07.2013 | 41 %    | 22 %   | 13 %   | 5 %   | 8 %   | 3 %     | 2 %   | 6 %      |
| Emnid                   | 28.07.2013 | 40 %    | 25 %   | 13 %   | 5 %   | 8 %   | 3 %     | 3 %   | 3 %      |
| Infratest dimap         | 25.07.2013 | 42 %    | 25 %   | 14 %   | 4 %   | 7 %   | 2 %     | 2 %   | 4 %      |
| Forsa                   | 24.07.2013 | 41 %    | 22 %   | 12 %   | 5 %   | 9 %   | 4 %     | 2 %   | 5 %      |
| Emnid                   | 21.07.2013 | 40 %    | 25 %   | 13 %   | 6 %   | 8 %   | 3 %     | 2 %   | 3 %      |
| Infratest dimap         | 19.07.2013 | 41 %    | 26 %   | 13 %   | 4 %   | 7 %   | 2 %     | 3 %   | 4 %      |
| Forsa                   | 17.07.2013 | 41 %    | 23 %   | 14 %   | 5 %   | 8 %   | 2 %     | —     | 7 %      |
| GMS                     | 16.07.2013 | 41 %    | 25 %   | 13 %   | 5 %   | 7 %   | 2 %     | 2 %   | 5 %      |
| Emnid                   | 14.07.2013 | 41 %    | 26 %   | 12 %   | 5 %   | 7 %   | 4 %     | 1 %   | 4 %      |
| Allensbach              | 12.07.2013 | 40,0 %  | 25,5 % | 12,5 % | 6,5 % | 6,0 % | 2,0 %   | 3,5 % | 4,0 %    |
| Infratest dimap         | 12.07.2013 | 41 %    | 26 %   | 14 %   | 4 %   | 6 %   | —       | 3 %   | 6 %      |
| Forschungsgruppe Wahlen | 12.07.2013 | 41 %    | 26 %   | 13 %   | 5 %   | 7 %   | —       | 3 %   | 5 %      |
| Forsa                   | 10.07.2013 | 41 %    | 22 %   | 15 %   | 5 %   | 9 %   | 2 %     | —     | 6 %      |
| Emnid                   | 07.07.2013 | 42 %    | 26 %   | 12 %   | 4 %   | 8 %   | 3 %     | 2 %   | 3 %      |
| Infratest dimap         | 04.07.2013 | 42 %    | 25 %   | 14 %   | 4 %   | 7 %   | 3 %     | —     | 5 %      |
| Forsa                   | 03.07.2013 | 41 %    | 22 %   | 14 %   | 5 %   | 9 %   | 2 %     | 2 %   | 5 %      |
| Emnid                   | 30.06.2013 | 41 %    | 25 %   | 13 %   | 5 %   | 7 %   | 3 %     | 2 %   | 4 %      |
| Infratest dimap         | 28.06.2013 | 41 %    | 26 %   | 13 %   | 4 %   | 7 %   | 3 %     | —     | 6 %      |
| Forschungsgruppe Wahlen | 28.06.2013 | 43 %    | 26 %   | 13 %   | 4 %   | 6 %   | —       | 3 %   | 5 %      |
| Forsa                   | 26.06.2013 | 41 %    | 22 %   | 15 %   | 5 %   | 8 %   | 2 %     | 2 %   | 5 %      |
| Emnid                   | 23.06.2013 | 41 %    | 25 %   | 14 %   | 4 %   | 8 %   | 3 %     | 2 %   | 3 %      |
| Infratest dimap         | 21.06.2013 | 41 %    | 25 %   | 14 %   | 5 %   | 7 %   | —       | —     | 8 %      |
| Allensbach              | 19.06.2013 | 38 %    | 26 %   | 14 %   | 6 %   | 7 %   | 2 %     | 3 %   | 4 %      |
| Forsa                   | 19.06.2013 | 40 %    | 22 %   | 15 %   | 6 %   | 8 %   | 2 %     | 2 %   | 5 %      |
| GMS                     | 18.06.2013 | 41 %    | 25 %   | 14 %   | 5 %   | 8 %   | 2 %     | 2 %   | 3 %      |
| Emnid                   | 16.06.2013 | 41 %    | 25 %   | 13 %   | 5 %   | 8 %   | 3 %     | 2 %   | 3 %      |
| Infratest dimap         | 14.06.2013 | 41 %    | 26 %   | 15 %   | 4 %   | 7 %   | —       | 2 %   | 5 %      |
| Forsa                   | 12.06.2013 | 40 %    | 24 %   | 13 %   | 5 %   | 9 %   | 2 %     | 2 %   | 5 %      |
| Emnid                   | 09.06.2013 | 41 %    | 26 %   | 13 %   | 4 %   | 7 %   | 3 %     | 3 %   | 3 %      |
| Forschungsgruppe Wahlen | 07.06.2013 | 42 %    | 28 %   | 13 %   | 4 %   | 6 %   | —       | 3 %   | 4 %      |
| Infratest dimap         | 06.06.2013 | 41 %    | 27 %   | 14 %   | 4 %   | 6 %   | —       | 3 %   | 5 %      |
| Forsa                   | 05.06.2013 | 41 %    | 24 %   | 13 %   | 4 %   | 8 %   | 3 %     | 3 %   | 4 %      |
| Emnid                   | 02.06.2013 | 40 %    | 26 %   | 14 %   | 5 %   | 7 %   | 4 %     | 2 %   | 2 %      |
| Infratest dimap         | 31.05.2013 | 42 %    | 26 %   | 14 %   | 4 %   | 6 %   | —       | 3 %   | 5 %      |
| Forsa                   | 28.05.2013 | 40 %    | 24 %   | 14 %   | 4 %   | 8 %   | 3 %     | 3 %   | 4 %      |
| Emnid                   | 26.05.2013 | 40 %    | 27 %   | 13 %   | 4 %   | 7 %   | 4 %     | 2 %   | 3 %      |
| Infratest dimap         | 24.05.2013 | 41 %    | 27 %   | 14 %   | 4 %   | 6 %   | 2 %     | 2 %   | 4 %      |
| Allensbach              | 22.05.2013 | 39 %    | 27 %   | 13 %   | 6 %   | 6 %   | 2 %     | 3 %   | 3 %      |
| Forsa                   | 22.05.2013 | 41 %    | 24 %   | 13 %   | 4 %   | 8 %   | 3 %     | 3 %   | 4 %      |
| Emnid                   | 19.05.2013 | 39 %    | 26 %   | 15 %   | 4 %   | 7 %   | 4 %     | 3 %   | 2 %      |
| Infratest dimap         | 17.05.2013 | 41 %    | 26 %   | 14 %   | 4 %   | 6 %   | 3 %     | 3 %   | 3 %      |
| Forschungsgruppe Wahlen | 17.05.2013 | 41 %    | 29 %   | 13 %   | 4 %   | 6 %   | —       | 3 %   | 4 %      |
| GMS                     | 16.05.2013 | 40 %    | 25 %   | 14 %   | 4 %   | 7 %   | 3 %     | 3 %   | 4 %      |
| Forsa                   | 15.05.2013 | 40 %    | 23 %   | 14 %   | 4 %   | 9 %   | 3 %     | 2 %   | 5 %      |
| Emnid                   | 12.05.2013 | 38 %    | 26 %   | 15 %   | 4 %   | 8 %   | 4 %     | 2 %   | 3 %      |
| Infratest dimap         | 10.05.2013 | 40 %    | 27 %   | 14 %   | 5 %   | 6 %   | —       | 3 %   | 5 %      |
| Forsa                   | 07.05.2013 | 39 %    | 24 %   | 15 %   | 4 %   | 8 %   | 2 %     | 3 %   | 5 %      |
| Emnid                   | 05.05.2013 | 37 %    | 27 %   | 15 %   | 5 %   | 7 %   | 4 %     | 2 %   | 3 %      |
| Allensbach              | 03.05.2013 | 38,5 %  | 26,0 % | 15,0 % | 5,5 % | 6,0 % | 3,0 %   | 3,5 % | 2,5 %    |
| Infratest dimap         | 02.05.2013 | 40 %    | 26 %   | 15 %   | 4 %   | 7 %   | —       | 3 %   | 5 %      |
| Forsa                   | 01.05.2013 | 39 %    | 23 %   | 14 %   | 5 %   | 8 %   | 3 %     | 3 %   | 5 %      |
| Emnid                   | 28.04.2013 | 40 %    | 27 %   | 14 %   | 4 %   | 7 %   | 3 %     | 2 %   | 3 %      |
| Forschungsgruppe Wahlen | 26.04.2013 | 40 %    | 28 %   | 14 %   | 4 %   | 6 %   | —       | 3 %   | 5 %      |
| Infratest dimap         | 26.04.2013 | 40 %    | 27 %   | 14 %   | 4 %   | 7 %   | 2 %     | 3 %   | 3 %      |
| Forsa                   | 24.04.2013 | 42 %    | 23 %   | 14 %   | 5 %   | 7 %   | 3 %     | 2 %   | 4 %      |
| Infratest dimap         | 21.04.2013 | 41 %    | 27 %   | 14 %   | 4 %   | 7 %   | —       | 3 %   | 4 %      |
| Emnid                   | 21.04.2013 | 39 %    | 26 %   | 14 %   | 5 %   | 8 %   | 4 %     | —     | 4 %      |
| Allensbach              | 17.04.2013 | 38,5 %  | 28,0 % | 15,0 % | 5,0 % | 7,0 % | 3,0 %   | —     | 3,5 %    |
| Forsa                   | 17.04.2013 | 42 %    | 22 %   | 15 %   | 5 %   | 8 %   | 3 %     | —     | 5 %      |
| GMS                     | 16.04.2013 | 42 %    | 24 %   | 13 %   | 6 %   | 8 %   | 2 %     | —     | 5 %      |
| Emnid                   | 14.04.2013 | 41 %    | 26 %   | 14 %   | 5 %   | 8 %   | 3 %     | —     | 3 %      |
| Infratest dimap         | 12.04.2013 | 42 %    | 27 %   | 15 %   | 4 %   | 7 %   | 2 %     | —     | 3 %      |
| Forschungsgruppe Wahlen | 12.04.2013 | 42 %    | 27 %   | 14 %   | 4 %   | 6 %   | —       | —     | 7 %      |
| Forsa                   | 10.04.2013 | 41 %    | 23 %   | 14 %   | 6 %   | 9 %   | 3 %     | —     | 4 %      |
| Emnid                   | 07.04.2013 | 39 %    | 26 %   | 15 %   | 5 %   | 8 %   | 3 %     | —     | 4 %      |
| Infratest dimap         | 04.04.2013 | 41 %    | 27 %   | 14 %   | 4 %   | 8 %   | 3 %     | —     | 3 %      |
| Forsa                   | 03.04.2013 | 40 %    | 24 %   | 15 %   | 5 %   | 8 %   | 3 %     | —     | 5 %      |
| Emnid                   | 31.03.2013 | 39 %    | 26 %   | 15 %   | 5 %   | 7 %   | 3 %     | —     | 5 %      |
| Infratest dimap         | 28.03.2013 | 39 %    | 28 %   | 15 %   | 4 %   | 8 %   | 3 %     | —     | 3 %      |
| Forsa                   | 26.03.2013 | 41 %    | 24 %   | 14 %   | 5 %   | 8 %   | 3 %     | —     | 5 %      |
| Emnid                   | 24.03.2013 | 40 %    | 27 %   | 15 %   | 5 %   | 7 %   | 3 %     | —     | 3 %      |
| Forschungsgruppe Wahlen | 22.03.2013 | 40 %    | 29 %   | 14 %   | 4 %   | 7 %   | 3 %     | —     | 3 %      |
| Infratest dimap         | 22.03.2013 | 38 %    | 27 %   | 16 %   | 5 %   | 8 %   | 2 %     | —     | 4 %      |
| Allensbach              | 20.03.2013 | 39,5 %  | 26,5 % | 15,5 % | 6,0 % | 6,0 % | 2,5 %   | —     | 4,0 %    |
| Forsa                   | 20.03.2013 | 40 %    | 24 %   | 15 %   | 6 %   | 7 %   | 3 %     | —     | 5 %      |
| GMS                     | 19.03.2013 | 40 %    | 26 %   | 16 %   | 5 %   | 7 %   | 3 %     | —     | 3 %      |
| Emnid                   | 17.03.2013 | 39 %    | 28 %   | 16 %   | 4 %   | 8 %   | 3 %     | —     | 2 %      |
| Infratest dimap         | 14.03.2013 | 40 %    | 25 %   | 17 %   | 5 %   | 7 %   | 3 %     | —     | 3 %      |
| Forsa                   | 13.03.2013 | 40 %    | 24 %   | 16 %   | 4 %   | 8 %   | 3 %     | —     | 5 %      |
| Emnid                   | 10.03.2013 | 40 %    | 27 %   | 15 %   | 4 %   | 8 %   | 3 %     | —     | 3 %      |
| Forschungsgruppe Wahlen | 08.03.2013 | 41 %    | 28 %   | 14 %   | 4 %   | 7 %   | —       | —     | 6 %      |
| Infratest dimap         | 07.03.2013 | 40 %    | 26 %   | 17 %   | 4 %   | 7 %   | 2 %     | —     | 4 %      |
| Forsa                   | 06.03.2013 | 40 %    | 25 %   | 15 %   | 4 %   | 8 %   | 3 %     | —     | 5 %      |
| Emnid                   | 03.03.2013 | 40 %    | 27 %   | 15 %   | 5 %   | 7 %   | 3 %     | —     | 3 %      |
| Infratest dimap         | 28.02.2013 | 41 %    | 27 %   | 15 %   | 4 %   | 6 %   | 3 %     | —     | 4 %      |
| Forsa                   | 27.02.2013 | 40 %    | 25 %   | 16 %   | 4 %   | 8 %   | 2 %     | —     | 5 %      |
| Emnid                   | 24.02.2013 | 41 %    | 27 %   | 14 %   | 4 %   | 7 %   | 4 %     | —     | 3 %      |
| Forschungsgruppe Wahlen | 22.02.2013 | 40 %    | 30 %   | 14 %   | 4 %   | 6 %   | 2 %     | —     | 4 %      |
| Infratest dimap         | 21.02.2013 | 40 %    | 28 %   | 15 %   | 5 %   | 6 %   | 3 %     | —     | 3 %      |
| Allensbach              | 20.02.2013 | 39,0 %  | 27,0 % | 15,0 % | 6,0 % | 6,5 % | 3,0 %   | —     | 3,5 %    |
| Forsa                   | 20.02.2013 | 43 %    | 24 %   | 15 %   | 3 %   | 7 %   | 3 %     | —     | 5 %      |
| GMS                     | 19.02.2013 | 40 %    | 27 %   | 15 %   | 5 %   | 6 %   | 3 %     | —     | 4 %      |
| Emnid                   | 17.02.2013 | 41 %    | 27 %   | 15 %   | 4 %   | 6 %   | 3 %     | —     | 4 %      |
| Infratest dimap         | 15.02.2013 | 40 %    | 27 %   | 16 %   | 4 %   | 7 %   | 3 %     | —     | 3 %      |
| Forsa                   | 13.02.2013 | 43 %    | 25 %   | 14 %   | 3 %   | 7 %   | 3 %     | —     | 5 %      |
| Emnid                   | 10.02.2013 | 40 %    | 27 %   | 15 %   | 4 %   | 7 %   | 4 %     | —     | 3 %      |
| Infratest dimap         | 07.02.2013 | 39 %    | 29 %   | 15 %   | 4 %   | 6 %   | 3 %     | —     | 4 %      |
| Forsa                   | 06.02.2013 | 41 %    | 25 %   | 15 %   | 4 %   | 7 %   | 3 %     | —     | 5 %      |
| Emnid                   | 03.02.2013 | 41 %    | 27 %   | 14 %   | 4 %   | 7 %   | 4 %     | —     | 3 %      |
| Infratest dimap         | 31.01.2013 | 40 %    | 27 %   | 15 %   | 4 %   | 6 %   | 4 %     | —     | 4 %      |
| Forsa                   | 30.01.2013 | 40 %    | 25 %   | 15 %   | 4 %   | 8 %   | 3 %     | —     | 5 %      |
| GMS                     | 29.01.2013 | 42 %    | 26 %   | 15 %   | 5 %   | 6 %   | 3 %     | —     | 3 %      |
| Emnid                   | 27.01.2013 | 41 %    | 27 %   | 13 %   | 4 %   | 7 %   | 4 %     | —     | 4 %      |
| Forschungsgruppe Wahlen | 25.01.2013 | 41 %    | 29 %   | 13 %   | 4 %   | 6 %   | 3 %     | —     | 4 %      |
| Infratest dimap         | 24.01.2013 | 42 %    | 27 %   | 14 %   | 4 %   | 6 %   | 3 %     | —     | 4 %      |
| Allensbach              | 23.01.2013 | 39,0 %  | 28,0 % | 14,0 % | 5,0 % | 7,0 % | 3,0 %   | —     | 4,0 %    |
| Forsa                   | 23.01.2013 | 42 %    | 23 %   | 14 %   | 4 %   | 8 %   | 4 %     | —     | 5 %      |
| Emnid                   | 20.01.2013 | 43 %    | 25 %   | 13 %   | 4 %   | 7 %   | 4 %     | —     | 4 %      |
| Infratest dimap         | 18.01.2013 | 42 %    | 26 %   | 13 %   | 4 %   | 7 %   | 4 %     | —     | 4 %      |
| Forsa                   | 16.01.2013 | 43 %    | 23 %   | 14 %   | 3 %   | 8 %   | 4 %     | —     | 5 %      |
| Emnid                   | 13.01.2013 | 41 %    | 26 %   | 14 %   | 3 %   | 8 %   | 4 %     | —     | 4 %      |
| Forschungsgruppe Wahlen | 11.01.2013 | 42 %    | 28 %   | 13 %   | 4 %   | 6 %   | 3 %     | —     | 4 %      |
| Infratest dimap         | 10.01.2013 | 41 %    | 28 %   | 14 %   | 4 %   | 6 %   | 3 %     | —     | 4 %      |
| Forsa                   | 09.01.2013 | 42 %    | 25 %   | 15 %   | 2 %   | 9 %   | 3 %     | —     | 4 %      |
| Emnid                   | 06.01.2013 | 40 %    | 27 %   | 14 %   | 4 %   | 8 %   | 4 %     | —     | 3 %      |
| Infratest dimap         | 04.01.2013 | 41 %    | 29 %   | 12 %   | 4 %   | 6 %   | 4 %     | —     | 4 %      |
| Forsa                   | 26.12.2012 | 41 %    | 27 %   | 13 %   | 4 %   | 8 %   | 3 %     | —     | 4 %      |
| Emnid                   | 23.12.2012 | 40 %    | 28 %   | 13 %   | 4 %   | 8 %   | 4 %     | —     | 3 %      |
| Infratest dimap         | 21.12.2012 | 40 %    | 30 %   | 13 %   | 4 %   | 7 %   | 3 %     | —     | 3 %      |
| Allensbach              | 19.12.2012 | 37,5 %  | 30,0 % | 14,0 % | 4,5 % | 6,5 % | 3,5 %   | —     | 4,0 %    |
| Forsa                   | 19.12.2012 | 38 %    | 27 %   | 14 %   | 5 %   | 8 %   | 3 %     | —     | 5 %      |
| GMS                     | 17.12.2012 | 40 %    | 29 %   | 14 %   | 4 %   | 7 %   | 3 %     | —     | 3 %      |
| Emnid                   | 16.12.2012 | 40 %    | 28 %   | 14 %   | 4 %   | 7 %   | 4 %     | —     | 3 %      |
| Forschungsgruppe Wahlen | 14.12.2012 | 40 %    | 30 %   | 13 %   | 4 %   | 7 %   | 3 %     | —     | 3 %      |
| Forsa                   | 12.12.2012 | 38 %    | 27 %   | 14 %   | 4 %   | 8 %   | 4 %     | —     | 5 %      |
| Emnid                   | 09.12.2012 | 40 %    | 28 %   | 14 %   | 4 %   | 7 %   | 3 %     | —     | 4 %      |
| Infratest dimap         | 06.12.2012 | 39 %    | 30 %   | 14 %   | 4 %   | 7 %   | 3 %     | —     | 3 %      |
| Forsa                   | 05.12.2012 | 37 %    | 26 %   | 16 %   | 4 %   | 7 %   | 4 %     | —     | 6 %      |
| Emnid                   | 02.12.2012 | 38 %    | 28 %   | 14 %   | 4 %   | 8 %   | 4 %     | —     | 4 %      |
| Forschungsgruppe Wahlen | 28.11.2012 | 38 %    | 29 %   | 14 %   | 4 %   | 7 %   | 4 %     | —     | 4 %      |
| Forsa                   | 28.11.2012 | 37 %    | 26 %   | 16 %   | 4 %   | 8 %   | 4 %     | —     | 5 %      |
| Emnid                   | 25.11.2012 | 38 %    | 29 %   | 15 %   | 4 %   | 7 %   | 4 %     | —     | 3 %      |
| Infratest dimap         | 23.11.2012 | 39 %    | 29 %   | 15 %   | 4 %   | 6 %   | 4 %     | —     | 3 %      |
| GMS                     | 22.11.2012 | 37 %    | 26 %   | 16 %   | 4 %   | 8 %   | 4 %     | —     | 5 %      |
| Forsa                   | 21.11.2012 | 36 %    | 26 %   | 16 %   | 4 %   | 8 %   | 5 %     | —     | 5 %      |
| Allensbach              | 21.11.2012 | 37,5 %  | 31,0 % | 12,5 % | 4,0 % | 6,5 % | 4,0 %   | —     | 4,5 %    |
| Emnid                   | 18.11.2012 | 39 %    | 28 %   | 13 %   | 4 %   | 7 %   | 5 %     | —     | 4 %      |
| Forschungsgruppe Wahlen | 16.11.2012 | 39 %    | 30 %   | 13 %   | 4 %   | 6 %   | 4 %     | —     | 4 %      |
| Forsa                   | 14.11.2012 | 39 %    | 26 %   | 14 %   | 4 %   | 8 %   | 4 %     | —     | 5 %      |
| Emnid                   | 11.11.2012 | 38 %    | 30 %   | 12 %   | 4 %   | 7 %   | 5 %     | —     | 4 %      |
| Infratest dimap         | 08.11.2012 | 40 %    | 30 %   | 14 %   | 4 %   | 6 %   | 4 %     | —     | 2 %      |
| Forsa                   | 07.11.2012 | 37 %    | 26 %   | 15 %   | 3 %   | 8 %   | 5 %     | —     | 6 %      |
| Emnid                   | 04.11.2012 | 38 %    | 29 %   | 13 %   | 4 %   | 8 %   | 4 %     | —     | 4 %      |
| Forsa                   | 30.10.2012 | 38 %    | 26 %   | 15 %   | 3 %   | 8 %   | 5 %     | —     | 5 %      |
| Emnid                   | 28.10.2012 | 38 %    | 29 %   | 12 %   | 4 %   | 8 %   | 5 %     | —     | 4 %      |
| Forschungsgruppe Wahlen | 26.10.2012 | 39 %    | 29 %   | 13 %   | 4 %   | 6 %   | 4 %     | —     | 5 %      |
| Infratest dimap         | 26.10.2012 | 38 %    | 30 %   | 13 %   | 4 %   | 7 %   | 5 %     | —     | 3 %      |
| GMS                     | 25.10.2012 | 38 %    | 27 %   | 12 %   | 4 %   | 8 %   | 5 %     | —     | 6 %      |
| Forsa                   | 24.10.2012 | 38 %    | 27 %   | 12 %   | 3 %   | 9 %   | 5 %     | —     | 6 %      |
| Emnid                   | 21.10.2012 | 38 %    | 29 %   | 12 %   | 4 %   | 7 %   | 6 %     | —     | 4 %      |
| Allensbach              | 17.10.2012 | 35,5 %  | 31,0 % | 14,0 % | 4,5 % | 6,0 % | 5,0 %   | —     | 4,0 %    |
| Forsa                   | 17.10.2012 | 37 %    | 29 %   | 11 %   | 4 %   | 8 %   | 5 %     | —     | 6 %      |
| Emnid                   | 14.10.2012 | 38 %    | 30 %   | 11 %   | 4 %   | 8 %   | 5 %     | —     | 4 %      |
| Forschungsgruppe Wahlen | 11.10.2012 | 38 %    | 31 %   | 12 %   | 4 %   | 6 %   | 5 %     | —     | 4 %      |
| Forsa                   | 09.10.2012 | 36 %    | 30 %   | 12 %   | 4 %   | 7 %   | 6 %     | —     | 5 %      |
| Emnid                   | 07.10.2012 | 37 %    | 28 %   | 12 %   | 5 %   | 8 %   | 6 %     | —     | 4 %      |
| Infratest dimap         | 04.10.2012 | 39 %    | 31 %   | 11 %   | 4 %   | 7 %   | 4 %     | —     | 4 %      |
| Forsa                   | 02.10.2012 | 35 %    | 29 %   | 12 %   | 4 %   | 8 %   | 7 %     | —     | 5 %      |
| Emnid                   | 30.09.2012 | 37 %    | 27 %   | 13 %   | 5 %   | 8 %   | 6 %     | —     | 4 %      |
| Forschungsgruppe Wahlen | 28.09.2012 | 38 %    | 29 %   | 13 %   | 4 %   | 6 %   | 6 %     | —     | 4 %      |
| Infratest dimap         | 28.09.2012 | 37 %    | 30 %   | 12 %   | 4 %   | 7 %   | 6 %     | —     | 4 %      |
| Allensbach              | 26.09.2012 | 34,0 %  | 30,0 % | 14,0 % | 5,5 % | 6,5 % | 5,5 %   | —     | 4,5 %    |
| Forsa                   | 26.09.2012 | 38 %    | 26 %   | 12 %   | 4 %   | 8 %   | 7 %     | —     | 5 %      |
| Emnid                   | 23.09.2012 | 37 %    | 27 %   | 13 %   | 5 %   | 8 %   | 6 %     | —     | 4 %      |
| GMS                     | 21.09.2012 | 38 %    | 26 %   | 13 %   | 5 %   | 6 %   | 6 %     | —     | 6 %      |
| Forsa                   | 19.09.2012 | 38 %    | 26 %   | 12 %   | 5 %   | 8 %   | 6 %     | —     | 5 %      |
| Emnid                   | 16.09.2012 | 38 %    | 26 %   | 14 %   | 4 %   | 7 %   | 7 %     | —     | 4 %      |
| Forschungsgruppe Wahlen | 14.09.2012 | 36 %    | 30 %   | 13 %   | 4 %   | 6 %   | 6 %     | —     | 5 %      |
| Forsa                   | 12.09.2012 | 39 %    | 26 %   | 13 %   | 4 %   | 8 %   | 6 %     | —     | 4 %      |
| Emnid                   | 09.09.2012 | 36 %    | 28 %   | 14 %   | 4 %   | 7 %   | 7 %     | —     | 4 %      |
| Infratest dimap         | 06.09.2012 | 37 %    | 30 %   | 13 %   | 4 %   | 6 %   | 6 %     | —     | 4 %      |
| Forsa                   | 05.09.2012 | 39 %    | 26 %   | 13 %   | 4 %   | 7 %   | 7 %     | —     | 4 %      |
| Emnid                   | 02.09.2012 | 36 %    | 28 %   | 13 %   | 5 %   | 7 %   | 7 %     | —     | 4 %      |
| Forsa                   | 26.08.2012 | 39 %    | 26 %   | 12 %   | 5 %   | 7 %   | 7 %     | —     | 4 %      |
| Emnid                   | 26.08.2012 | 36 %    | 28 %   | 14 %   | 4 %   | 7 %   | 7 %     | —     | 4 %      |
| Forschungsgruppe Wahlen | 24.08.2012 | 37 %    | 29 %   | 12 %   | 5 %   | 6 %   | 6 %     | —     | 5 %      |
| GMS                     | 23.08.2012 | 36 %    | 28 %   | 13 %   | 5 %   | 6 %   | 7 %     | —     | 5 %      |
| Allensbach              | 22.08.2012 | 35,0 %  | 28,0 % | 15,0 % | 5,5 % | 6,0 % | 6,5 %   | —     | 4,0 %    |
| Forsa                   | 22.08.2012 | 36 %    | 27 %   | 13 %   | 5 %   | 8 %   | 7 %     | —     | 4 %      |
| Emnid                   | 19.08.2012 | 35 %    | 29 %   | 13 %   | 5 %   | 7 %   | 8 %     | —     | 3 %      |
| Infratest dimap         | 17.08.2012 | 36 %    | 29 %   | 13 %   | 5 %   | 6 %   | 7 %     | —     | 4 %      |
| Forsa                   | 15.08.2012 | 36 %    | 26 %   | 13 %   | 4 %   | 7 %   | 9 %     | —     | 5 %      |
| Emnid                   | 12.08.2012 | 36 %    | 28 %   | 14 %   | 4 %   | 7 %   | 8 %     | —     | 3 %      |
| Forsa                   | 08.08.2012 | 36 %    | 26 %   | 13 %   | 5 %   | 6 %   | 9 %     | —     | 5 %      |
| Emnid                   | 05.08.2012 | 36 %    | 29 %   | 13 %   | 5 %   | 7 %   | 7 %     | —     | 3 %      |
| Infratest dimap         | 01.08.2012 | 36 %    | 28 %   | 13 %   | 5 %   | 6 %   | 8 %     | —     | 4 %      |
| Forsa                   | 01.08.2012 | 36 %    | 27 %   | 12 %   | 5 %   | 6 %   | 9 %     | —     | 5 %      |
| Emnid                   | 29.07.2012 | 36 %    | 29 %   | 12 %   | 4 %   | 7 %   | 8 %     | —     | 4 %      |
| Forsa                   | 25.07.2012 | 36 %    | 27 %   | 12 %   | 4 %   | 7 %   | 9 %     | —     | 5 %      |
| GMS                     | 24.07.2012 | 35 %    | 29 %   | 13 %   | 4 %   | 6 %   | 8 %     | —     | 5 %      |
| Emnid                   | 22.07.2012 | 35 %    | 29 %   | 13 %   | 5 %   | 6 %   | 8 %     | —     | 4 %      |
| Infratest dimap         | 20.07.2012 | 35 %    | 30 %   | 14 %   | 4 %   | 6 %   | 8 %     | —     | 3 %      |
| Allensbach              | 18.07.2012 | 36,0 %  | 27,0 % | 14,0 % | 6,0 % | 6,0 % | 6,5 %   | —     | 4,5 %    |
| Forsa                   | 18.07.2012 | 36 %    | 26 %   | 13 %   | 4 %   | 6 %   | 10 %    | —     | 5 %      |
| Emnid                   | 15.07.2012 | 34 %    | 29 %   | 13 %   | 5 %   | 7 %   | 9 %     | —     | 3 %      |
| Forschungsgruppe Wahlen | 13.07.2012 | 36 %    | 30 %   | 13 %   | 4 %   | 6 %   | 7 %     | —     | 4 %      |
| Forsa                   | 11.07.2012 | 36 %    | 26 %   | 13 %   | 4 %   | 7 %   | 9 %     | —     | 5 %      |
| Emnid                   | 08.07.2012 | 34 %    | 29 %   | 14 %   | 5 %   | 6 %   | 9 %     | —     | 3 %      |
| Infratest dimap         | 05.07.2012 | 35 %    | 30 %   | 14 %   | 4 %   | 7 %   | 7 %     | —     | 3 %      |
| Forsa                   | 04.07.2012 | 36 %    | 27 %   | 12 %   | 3 %   | 7 %   | 9 %     | —     | 6 %      |
| Emnid                   | 01.07.2012 | 34 %    | 31 %   | 13 %   | 5 %   | 6 %   | 8 %     | —     | 3 %      |
| Forsa                   | 27.06.2012 | 34 %    | 27 %   | 13 %   | 4 %   | 7 %   | 10 %    | —     | 5 %      |
| Emnid                   | 24.06.2012 | 34 %    | 30 %   | 13 %   | 5 %   | 6 %   | 9 %     | —     | 3 %      |
| GMS                     | 22.06.2012 | 34 %    | 28 %   | 13 %   | 6 %   | 5 %   | 10 %    | —     | 4 %      |
| Infratest dimap         | 22.06.2012 | 34 %    | 31 %   | 14 %   | 4 %   | 6 %   | 8 %     | —     | 3 %      |
| Allensbach              | 20.06.2012 | 34,0 %  | 28,0 % | 15,5 % | 5,5 % | 5,0 % | 7,5 %   | —     | 4,5 %    |
| Forsa                   | 20.06.2012 | 33 %    | 27 %   | 13 %   | 5 %   | 7 %   | 10 %    | —     | 5 %      |
| Emnid                   | 17.06.2012 | 33 %    | 29 %   | 12 %   | 6 %   | 7 %   | 9 %     | —     | 4 %      |
| Forschungsgruppe Wahlen | 15.06.2012 | 34 %    | 32 %   | 13 %   | 5 %   | 5 %   | 7 %     | —     | 4 %      |
| Forsa                   | 13.06.2012 | 32 %    | 27 %   | 14 %   | 5 %   | 7 %   | 10 %    | —     | 5 %      |
| Emnid                   | 10.06.2012 | 32 %    | 30 %   | 13 %   | 5 %   | 6 %   | 10 %    | —     | 4 %      |
| Infratest dimap         | 06.06.2012 | 34 %    | 30 %   | 13 %   | 5 %   | 5 %   | 9 %     | —     | 4 %      |
| Forsa                   | 05.06.2012 | 33 %    | 27 %   | 14 %   | 4 %   | 6 %   | 11 %    | —     | 5 %      |
| Emnid                   | 03.06.2012 | 33 %    | 29 %   | 12 %   | 5 %   | 6 %   | 11 %    | —     | 4 %      |
| Forsa                   | 30.05.2012 | 32 %    | 27 %   | 13 %   | 5 %   | 6 %   | 12 %    | —     | 5 %      |
| Infratest dimap         | 25.05.2012 | 33 %    | 29 %   | 13 %   | 5 %   | 6 %   | 11 %    | —     | 3 %      |
| Forschungsgruppe Wahlen | 25.05.2012 | 36 %    | 31 %   | 14 %   | 4 %   | 5 %   | 7 %     | —     | 3 %      |
| Emnid                   | 24.05.2012 | 32 %    | 30 %   | 12 %   | 6 %   | 6 %   | 11 %    | —     | 3 %      |
| GMS                     | 23.05.2012 | 33 %    | 27 %   | 13 %   | 6 %   | 6 %   | 12 %    | —     | 3 %      |
| Allensbach              | 23.05.2012 | 35,5 %  | 30,0 % | 14,0 % | 4,5 % | 5,5 % | 7,0 %   | —     | 3,5 %    |
| Forsa                   | 23.05.2012 | 31 %    | 27 %   | 13 %   | 6 %   | 6 %   | 13 %    | —     | 4 %      |
| Emnid                   | 20.05.2012 | 35 %    | 27 %   | 12 %   | 5 %   | 6 %   | 11 %    | —     | 4 %      |
| Infratest dimap         | 18.05.2012 | 33 %    | 30 %   | 13 %   | 5 %   | 5 %   | 11 %    | —     | 3 %      |
| Forschungsgruppe Wahlen | 16.05.2012 | 35 %    | 30 %   | 13 %   | 4 %   | 5 %   | 9 %     | —     | 4 %      |
| Forsa                   | 15.05.2012 | 35 %    | 26 %   | 13 %   | 5 %   | 6 %   | 12 %    | —     | 3 %      |
| Emnid                   | 11.05.2012 | 34 %    | 27 %   | 13 %   | 4 %   | 7 %   | 11 %    | —     | 4 %      |
| Forsa                   | 09.05.2012 | 36 %    | 26 %   | 13 %   | 4 %   | 7 %   | 11 %    | —     | 3 %      |
| Emnid                   | 06.05.2012 | 34 %    | 27 %   | 13 %   | 5 %   | 7 %   | 11 %    | —     | 3 %      |
| Infratest dimap         | 03.05.2012 | 34 %    | 28 %   | 14 %   | 4 %   | 6 %   | 11 %    | —     | 3 %      |
| Forsa                   | 25.04.2012 | 36 %    | 25 %   | 12 %   | 4 %   | 8 %   | 11 %    | —     | 4 %      |
| Emnid                   | 29.04.2012 | 35 %    | 26 %   | 13 %   | 5 %   | 7 %   | 11 %    | —     | 3 %      |
| Forschungsgruppe Wahlen | 27.04.2012 | 35 %    | 29 %   | 14 %   | 3 %   | 6 %   | 9 %     | —     | 4 %      |
| Forsa                   | 25.04.2012 | 35 %    | 24 %   | 12 %   | 5 %   | 7 %   | 13 %    | —     | 4 %      |
| GMS                     | 23.04.2012 | 35 %    | 26 %   | 13 %   | 5 %   | 6 %   | 12 %    | —     | 3 %      |
| Emnid                   | 22.04.2012 | 34 %    | 27 %   | 13 %   | 4 %   | 7 %   | 12 %    | —     | 3 %      |
| Allensbach              | 18.04.2012 | 34,5 %  | 28,0 % | 14,0 % | 3,5 % | 7,0 % | 10,0 %  | —     | 3,0 %    |
| Forsa                   | 18.04.2012 | 35 %    | 25 %   | 12 %   | 5 %   | 7 %   | 13 %    | —     | 3 %      |
| Emnid                   | 15.04.2012 | 35 %    | 26 %   | 12 %   | 4 %   | 7 %   | 12 %    | —     | 4 %      |
| Infratest dimap         | 13.04.2012 | 35 %    | 27 %   | 14 %   | 3 %   | 6 %   | 11 %    | —     | 4 %      |
| Forsa                   | 10.04.2012 | 36 %    | 24 %   | 11 %   | 5 %   | 8 %   | 13 %    | —     | 3 %      |
| Emnid                   | 08.04.2012 | 36 %    | 26 %   | 13 %   | 4 %   | 7 %   | 10 %    | —     | 4 %      |
| Infratest dimap         | 04.04.2012 | 35 %    | 27 %   | 14 %   | 3 %   | 7 %   | 10 %    | —     | 4 %      |
| Forsa                   | 03.04.2012 | 35 %    | 25 %   | 13 %   | 3 %   | 9 %   | 12 %    | —     | 3 %      |
| Emnid                   | 01.04.2012 | 36 %    | 27 %   | 13 %   | 4 %   | 7 %   | 9 %     | —     | 4 %      |
| Forschungsgruppe Wahlen | 30.03.2012 | 36 %    | 29 %   | 14 %   | 3 %   | 7 %   | 8 %     | —     | 3 %      |
| Forsa                   | 28.03.2012 | 36 %    | 26 %   | 14 %   | 4 %   | 9 %   | 7 %     | —     | 4 %      |
| Emnid                   | 25.03.2012 | 35 %    | 28 %   | 15 %   | 4 %   | 7 %   | 7 %     | —     | 4 %      |
| GMS                     | 22.03.2012 | 37 %    | 27 %   | 14 %   | 4 %   | 8 %   | 6 %     | —     | 4 %      |
| Allensbach              | 21.03.2012 | 35,0 %  | 30,0 % | 16,0 % | 3,5 % | 7,0 % | 5,0 %   | —     | 3,5 %    |
| Forsa                   | 21.03.2012 | 36 %    | 26 %   | 15 %   | 3 %   | 9 %   | 6 %     | —     | 5 %      |
| Emnid                   | 18.03.2012 | 35 %    | 27 %   | 14 %   | 4 %   | 8 %   | 8 %     | —     | 4 %      |
| Infratest dimap         | 16.03.2012 | 37 %    | 30 %   | 13 %   | 3 %   | 7 %   | 6 %     | —     | 4 %      |
| Forsa                   | 14.03.2012 | 36 %    | 26 %   | 15 %   | 3 %   | 9 %   | 7 %     | —     | 4 %      |
| Emnid                   | 11.03.2012 | 36 %    | 28 %   | 14 %   | 3 %   | 7 %   | 8 %     | —     | 4 %      |
| Forschungsgruppe Wahlen | 09.03.2012 | 36 %    | 30 %   | 14 %   | 3 %   | 7 %   | 6 %     | —     | 4 %      |
| Forsa                   | 07.03.2012 | 37 %    | 26 %   | 15 %   | 3 %   | 8 %   | 7 %     | —     | 4 %      |
| Emnid                   | 04.03.2012 | 35 %    | 28 %   | 14 %   | 3 %   | 7 %   | 9 %     | —     | 4 %      |
| Infratest dimap         | 01.03.2012 | 37 %    | 28 %   | 14 %   | 3 %   | 7 %   | 7 %     | —     | 4 %      |
| Forsa                   | 29.02.2012 | 38 %    | 26 %   | 14 %   | 3 %   | 8 %   | 7 %     | —     | 4 %      |
| Emnid                   | 26.02.2012 | 35 %    | 27 %   | 15 %   | 3 %   | 8 %   | 9 %     | —     | 3 %      |
| GMS                     | 23.02.2012 | 38 %    | 26 %   | 15 %   | 3 %   | 7 %   | 7 %     | —     | 4 %      |
| Allensbach              | 22.02.2012 | 36,0 %  | 28,0 % | 15,5 % | 4,5 % | 7,5 % | 5,0 %   | —     | 3,5 %    |
| Forsa                   | 22.02.2012 | 38 %    | 25 %   | 15 %   | 2 %   | 8 %   | 8 %     | —     | 4 %      |
| Emnid                   | 19.02.2012 | 35 %    | 28 %   | 14 %   | 3 %   | 7 %   | 9 %     | —     | 4 %      |
| Infratest dimap         | 17.02.2012 | 36 %    | 29 %   | 16 %   | 3 %   | 7 %   | 6 %     | —     | 3 %      |
| Forsa                   | 15.02.2012 | 38 %    | 26 %   | 13 %   | 2 %   | 9 %   | 7 %     | —     | 5 %      |
| Emnid                   | 12.02.2012 | 36 %    | 27 %   | 14 %   | 3 %   | 8 %   | 7 %     | —     | 5 %      |
| Forschungsgruppe Wahlen | 10.02.2012 | 37 %    | 29 %   | 14 %   | 3 %   | 7 %   | 6 %     | —     | 4 %      |
| Forsa                   | 08.02.2012 | 38 %    | 27 %   | 13 %   | 3 %   | 8 %   | 7 %     | —     | 4 %      |
| Emnid                   | 05.02.2012 | 35 %    | 28 %   | 14 %   | 3 %   | 7 %   | 8 %     | —     | 5 %      |
| Infratest dimap         | 02.02.2012 | 36 %    | 29 %   | 15 %   | 3 %   | 7 %   | 6 %     | —     | 4 %      |
| Forsa                   | 01.02.2012 | 36 %    | 27 %   | 15 %   | 3 %   | 8 %   | 7 %     | —     | 4 %      |
| Emnid                   | 29.01.2012 | 34 %    | 29 %   | 15 %   | 3 %   | 7 %   | 8 %     | —     | 4 %      |
| Forschungsgruppe Wahlen | 27.01.2012 | 36 %    | 30 %   | 16 %   | 3 %   | 7 %   | 5 %     | —     | 3 %      |
| GMS                     | 26.01.2012 | 36 %    | 29 %   | 15 %   | 3 %   | 7 %   | 6 %     | —     | 4 %      |
| Allensbach              | 25.01.2012 | 35,0 %  | 29,0 % | 16,5 % | 4,0 % | 7,0 % | 4,0 %   | —     | 4,5 %    |
| Forsa                   | 25.01.2012 | 36 %    | 27 %   | 15 %   | 3 %   | 7 %   | 7 %     | —     | 5 %      |
| Emnid                   | 22.01.2012 | 35 %    | 29 %   | 15 %   | 3 %   | 7 %   | 7 %     | —     | 4 %      |
| Infratest dimap         | 19.01.2012 | 36 %    | 29 %   | 15 %   | 3 %   | 7 %   | 6 %     | —     | 4 %      |
| Forsa                   | 18.01.2012 | 35 %    | 27 %   | 15 %   | 3 %   | 7 %   | 8 %     | —     | 5 %      |
| Emnid                   | 15.01.2012 | 35 %    | 29 %   | 16 %   | 3 %   | 7 %   | 7 %     | —     | 3 %      |
| Forschungsgruppe Wahlen | 13.01.2012 | 36 %    | 31 %   | 15 %   | 4 %   | 6 %   | 4 %     | —     | 4 %      |
| Forsa                   | 11.01.2012 | 36 %    | 26 %   | 16 %   | 2 %   | 7 %   | 8 %     | —     | 5 %      |
| Emnid                   | 08.01.2012 | 35 %    | 29 %   | 16 %   | 3 %   | 7 %   | 7 %     | —     | 3 %      |
| Infratest dimap         | 05.01.2012 | 35 %    | 30 %   | 16 %   | 2 %   | 6 %   | 6 %     | —     | 5 %      |
| Forsa                   | 04.01.2012 | 35 %    | 27 %   | 14 %   | 3 %   | 8 %   | 8 %     | —     | 5 %      |

## Ergebnis

### Gesamtergebnis

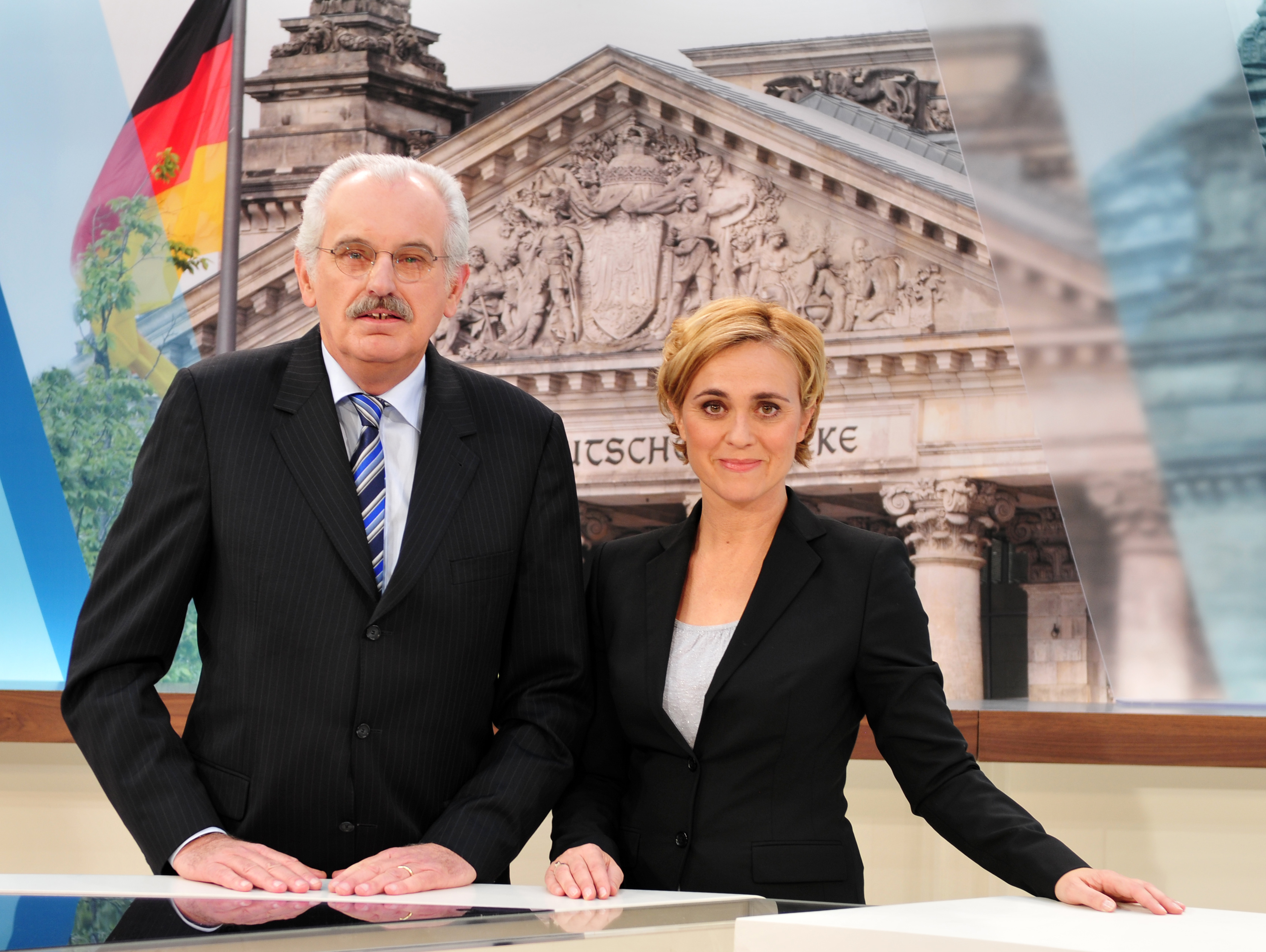
Berichterstattung aus dem ARD-Hauptstadtstudio 2013 mit Ulrich Deppendorf und Caren Miosga

Reaktion der Linken auf die erste Prognose

Das endgültige Ergebnis der Bundestagswahl mit 61.946.900 Wahlberechtigten sah die Union (41,5 %) aus CDU (34,1 %) und CSU (7,4 %) vor der SPD (25,7 %), der Linken (8,6 %) und den Grünen (8,4 %). Die FDP (4,8 %) schaffte es zum ersten Mal nicht in den Bundestag. Die erst wenige Monate alte AfD (4,7 %) scheiterte ebenfalls an der Fünf-Prozent-Hürde. Insgesamt nahmen aufgrund der Sperrklausel Parteien mit zusammen 15,7 % der Stimmen nicht an der Mandatsverteilung teil. 1,3 % der Zweitstimmen waren ungültig.
| Listen                     | Listen              | Erststimmen | Erststimmen | Erststimmen | Erststimmen | Zweitstimmen | Zweitstimmen | Zweitstimmen | Zweitstimmen | Mandate | Mandate |
| Listen                     | Listen              | Stimmen     | %           | +/-         | Mandate     | Stimmen      | %            | +/-          | Mandate      | Anzahl  | +/-     |
| -------------------------- | ------------------- | ----------- | ----------- | ----------- | ----------- | ------------ | ------------ | ------------ | ------------ | ------- | ------- |
|                            | CDU                 | 16.233.642  | 37,2        | +5,2        | 191         | 14.921.877   | 34,1         | +6,9         | 64           | 255     | +61     |
|                            | SPD                 | 12.843.458  | 29,4        | +1,5        | 58          | 11.252.215   | 25,7         | +2,7         | 135          | 193     | +47     |
|                            | DIE LINKE           | 3.585.178   | 8,2         | −2,9        | 4           | 3.755.699    | 8,6          | −3,3         | 61           | 64      | −12     |
|                            | GRÜNE               | 3.180.299   | 7,3         | −1,9        | 1           | 3.694.057    | 8,4          | −2,3         | 62           | 63      | −5      |
|                            | CSU                 | 3.544.079   | 8,1         | +0,7        | 45          | 3.243.569    | 7,4          | +0,9         | 11           | 56      | +11     |
|                            | FDP                 | 1.028.645   | 2,4         | −7,1        | –           | 2.083.533    | 4,8          | −9,8         | –            | –       | −93     |
|                            | AfD                 | 810.915     | 1,9         | neu         | –           | 2.056.985    | 4,7          | neu          | –            | –       |         |
|                            | PIRATEN             | 963.623     | 2,2         | +2,1        | –           | 959.177      | 2,2          | +0,2         | –            | –       |         |
|                            | NPD                 | 635.135     | 1,5         | −0,3        | –           | 560.828      | 1,3          | −0,2         | –            | –       |         |
|                            | FREIE WÄHLER        | 431.640     | 1,0         | neu         | –           | 423.977      | 1,0          | neu          | –            | –       |         |
|                            | Tierschutzpartei    | 4.437       | 0,0         | ±0,0        | –           | 140.366      | 0,3          | −0,2         | –            | –       |         |
|                            | ÖDP                 | 128.209     | 0,3         | ±0,0        | –           | 127.088      | 0,3          | ±0,0         | –            | –       |         |
|                            | REP                 | 27.299      | 0,1         | ±0,0        | –           | 91.193       | 0,2          | −0,2         | –            | –       |         |
|                            | Die PARTEI          | 39.388      | 0,1         | neu         | –           | 78.674       | 0,2          | neu          | –            | –       |         |
|                            | pro Deutschland     | 4.815       | 0,0         | neu         | –           | 73.854       | 0,2          | neu          | –            | –       |         |
|                            | BP                  | 28.430      | 0,1         | ±0,0        | –           | 57.395       | 0,1          | ±0,0         | –            | –       |         |
|                            | Volksabstimmung     | 1.748       | 0,0         | ±0,0        | –           | 28.654       | 0,1          | ±0,0         | –            | –       |         |
|                            | RENTNER             | 920         | 0,0         | neu         | –           | 25.134       | 0,1          | −0,1         | –            | –       |         |
|                            | PARTEI DER VERNUNFT | 3.861       | 0,0         | neu         | –           | 24.719       | 0,1          | neu          | –            | –       |         |
|                            | MLPD                | 12.904      | 0,0         | ±0,0        | –           | 24.219       | 0,1          | ±0,0         | –            | –       |         |
|                            | PBC                 | 2.081       | 0,0         | ±0,0        | –           | 18.542       | 0,0          | −0,1         | –            | –       |         |
|                            | BIG                 | 2.680       | 0,0         | neu         | –           | 17.743       | 0,0          | neu          | –            | –       |         |
|                            | BüSo                | 17.988      | 0,0         | ±0,0        | –           | 12.814       | 0,0          | −0,1         | –            | –       |         |
|                            | DIE FRAUEN          | –           | –           | –           | –           | 12.148       | 0,0          | neu          | –            | –       |         |
|                            | Nichtwähler         | –           | –           | –           | –           | 11.349       | 0,0          | neu          | –            | –       |         |
|                            | Bündnis 21/RRP      | 5.324       | 0,0         | −0,1        | –           | 8.578        | 0,0          | −0,2         | –            | –       |         |
|                            | DIE VIOLETTEN       | 2.516       | 0,0         | ±0,0        | –           | 8.211        | 0,0          | −0,1         | –            | –       |         |
|                            | FAMILIE             | 4.478       | 0,0         | ±0,0        | –           | 7.449        | 0,0          | −0,3         | –            | –       |         |
|                            | PSG                 | –           | –           | –           | –           | 4.564        | 0,0          | ±0,0         | –            | –       |         |
|                            | DIE RECHTE          | –           | –           | –           | –           | 2.245        | 0,0          | neu          | –            | –       |         |
|                            | DKP                 | 1.699       | 0,0         | ±0,0        | –           | –            | –            | –            | –            | –       |         |
|                            | BGD                 | 1.431       | 0,0         | neu         | –           | –            | –            | –            | –            | –       |         |
|                            | B                   | 624         | 0,0         | neu         | –           | –            | –            | –            | –            | –       |         |
|                            | NEIN!               | 290         | 0,0         | neu         | –           | –            | –            | –            | –            | –       |         |
|                            | Übrige              | 77.306      | 0,2         | −0,2        | –           | –            | –            | –            | –            | –       |         |
| Gesamt                     | Gesamt              | 43.625.042  | 100         |             | 299         | 43.726.856   | 100          |              | 333          | 631     | +9      |
|                            |                     |             |             |             |             |              |              |              |              |         |         |
| Ungültige Stimmen          | Ungültige Stimmen   | 684.883     | 1,5         |             |             | 583.069      | 1,3          |              |              |         |         |
| Wähler                     | Wähler              | 44.309.925  | 71,5        |             |             | 44.309.925   | 71,5         |              |              |         |         |
| Wahlberechtigte            | Wahlberechtigte     | 61.946.900  |             |             |             | 61.946.900   |              |              |              |         |         |
|                            |                     |             |             |             |             |              |              |              |              |         |         |
| Quelle: Bundeswahlleiterin |                     |             |             |             |             |              |              |              |              |         |         |

### Ergebnisse nach Bundesländern
| Bundesland             | Wahl- berechtigte | Wähler     | Wahl- beteiligung | CDU/CSU | CDU/CSU | SPD  | SPD   | Linke | Linke | Grüne | Grüne | FDP  | FDP   | AfD  | AfD   | Piraten | Piraten | NPD  | NPD   |
| Bundesland             | Wahl- berechtigte | Wähler     | Wahl- beteiligung | Erst    | Zweit   | Erst | Zweit | Erst  | Zweit | Erst  | Zweit | Erst | Zweit | Erst | Zweit | Erst    | Zweit   | Erst | Zweit |
| ---------------------- | ----------------- | ---------- | ----------------- | ------- | ------- | ---- | ----- | ----- | ----- | ----- | ----- | ---- | ----- | ---- | ----- | ------- | ------- | ---- | ----- |
| Baden-Württemberg      | 07.689.895        | 05.711.469 | 74,3              | 51,1    | 45,7    | 23,7 | 20,6  | 04,2  | 04,8  | 10,9  | 11,0  | 2,9  | 6,2   | 2,4  | 5,2   | 2,0     | 2,3     | 1,2  | 1,0   |
| Bayern                 | 09.472.738        | 06.633.726 | 70,0              | 53,9    | 49,3    | 22,0 | 20,0  | 03,4  | 03,8  | 07,7  | 08,4  | 2,8  | 5,1   | 2,2  | 4,3   | 2,0     | 1,9     | 0,9  | 0,9   |
| Berlin                 | 02.505.718        | 01.815.415 | 72,5              | 30,0    | 28,5    | 25,5 | 24,6  | 18,7  | 18,5  | 13,6  | 12,3  | 1,4  | 3,6   | 3,8  | 4,9   | 3,2     | 3,6     | 1,7  | 1,5   |
| Brandenburg            | 02.065.944        | 01.412.785 | 68,4              | 35,6    | 34,8    | 26,6 | 23,1  | 23,9  | 22,4  | 03,9  | 04,7  | 1,5  | 2,5   | —    | 6,0   | 2,9     | 2,2     | 3,4  | 2,6   |
| Bremen                 | 00.483.823        | 00.333.022 | 68,8              | 29,6    | 29,3    | 40,6 | 35,4  | 08,7  | 10,1  | 11,5  | 12,1  | 1,9  | 3,4   | 3,3  | 3,7   | 2,7     | 2,6     | 1,2  | 1,1   |
| Hamburg                | 01.281.918        | 00.901.213 | 70,3              | 34,4    | 32,1    | 37,8 | 32,4  | 07,5  | 08,8  | 10,6  | 12,7  | 2,0  | 4,8   | 3,4  | 4,2   | 2,5     | 2,8     | 0,6  | 0,6   |
| Hessen                 | 04.413.271        | 03.230.483 | 73,2              | 45,8    | 39,2    | 34,4 | 28,8  | 05,3  | 06,0  | 07,5  | 09,9  | 2,6  | 5,6   | 1,2  | 5,6   | 2,4     | 2,1     | 1,2  | 1,1   |
| Mecklenburg-Vorpommern | 01.350.705        | 00.881.718 | 65,3              | 44,4    | 42,5    | 19,1 | 17,8  | 23,6  | 21,5  | 03,8  | 04,3  | 1,4  | 2,2   | —    | 5,6   | 2,3     | 1,9     | 3,4  | 2,7   |
| Niedersachsen          | 06.117.473        | 04.491.281 | 73,4              | 43,9    | 41,1    | 38,3 | 33,1  | 04,3  | 05,0  | 06,8  | 08,8  | 1,9  | 4,2   | 1,9  | 3,7   | 1,4     | 1,3     | 0,9  | 0,8   |
| Nordrhein-Westfalen    | 13.253.554        | 09.605.247 | 72,5              | 43,8    | 39,8    | 36,7 | 31,9  | 05,1  | 06,1  | 06,4  | 08,0  | 2,4  | 5,2   | 1,8  | 3,9   | 2,3     | 2,2     | 1,0  | 1,0   |
| Rheinland-Pfalz        | 03.092.424        | 02.251.979 | 72,8              | 46,6    | 43,3    | 32,5 | 27,5  | 04,8  | 05,4  | 06,1  | 07,6  | 2,6  | 5,5   | 0,3  | 4,8   | 2,5     | 2,2     | 1,2  | 1,1   |
| Saarland               | 00.796.072        | 00.577.428 | 72,5              | 41,7    | 37,8    | 35,5 | 31,5  | 08,7  | 10,0  | 03,9  | 05,7  | 1,5  | 3,8   | 4,4  | 5,2   | 2,5     | 2,6     | 1,6  | 1,7   |
| Sachsen                | 03.406.430        | 02.368.758 | 69,5              | 46,5    | 42,6    | 16,2 | 14,6  | 21,5  | 20,0  | 04,5  | 04,9  | 2,4  | 3,1   | —    | 6,8   | 2,5     | 2,5     | 4,3  | 3,3   |
| Sachsen-Anhalt         | 01.930.880        | 01.198.248 | 62,1              | 41,8    | 41,2    | 19,6 | 18,2  | 25,4  | 23,9  | 03,3  | 04,0  | 1,8  | 2,6   | 1,4  | 4,2   | 2,2     | 1,9     | 2,2  | 2,2   |
| Schleswig-Holstein     | 02.251.796        | 01.645.750 | 73,1              | 43,6    | 39,2    | 36,7 | 31,5  | 04,1  | 05,2  | 06,9  | 09,4  | 2,3  | 5,6   | 3,6  | 4,6   | 1,9     | 2,0     | 0,7  | 0,7   |
| Thüringen              | 01.834.259        | 01.251.403 | 68,2              | 41,3    | 38,8    | 19,2 | 16,1  | 24,3  | 23,4  | 03,7  | 04,9  | 1,6  | 2,6   | 2,0  | 6,2   | 2,5     | 2,4     | 3,7  | 3,2   |

- Eingefärbt: Höchste Erst- und Zweitstimmenanteile

### Ergebnisse nach Wahlkreisen
- Erststimmenmehrheiten in den Wahlkreisen
  - CDU: 191
  - SPD: 58
  - CSU: 45
  - Linke: 4
  - Grüne: 1
- Zweitstimmenmehrheiten in den Wahlkreisen
  - CDU: 215
  - CSU: 45
  - SPD: 34
  - Linke: 5

Erststimmenmehrheiten in den Wahlkreisen CDU: 191 SPD: 58 CSU: 45 Linke: 4 Grüne: 1
Zweitstimmenmehrheiten in den Wahlkreisen CDU: 215 CSU: 45 SPD: 34 Linke: 5
Wahlbeteiligung in den Wahlkreisen

### Zweitstimmenanteil der Parteien nach Wahlkreisen
Endgültiges Ergebnis

CDU/CSU 15,4 – 35 % > 35 – 40 % > 40 – 45 % > 45 – 50 % > 50 – 63,2 %
SPD
Die Linke
Bündnis 90/Die Grünen
FDP
AfD
Piraten
NPD

- SPD
10,9 – 18 %
> 18 – 23 %
> 23 – 28 %
> 28 – 33 %
> 33 – 44 %
- Die Linke
2,6 – 7 %
> 7 – 15 %
> 15 – 22 %
> 22 – 28 %
> 28 – 34,6 %
- Bündnis 90/Die Grünen
2,5 – 7 %
> 7 – 10 %
> 10 – 13 %
> 13 – 16 %
> 16 – 20,8 %
- FDP
1,6 – 5 %
> 5 – 6 %
> 6 – 7 %
> 7 – 8 %
> 8 – 9,2 %
- AfD
2,3 – 4 %
> 4 – 5 %
> 5 – 6 %
> 6 – 7 %
> 7 – 8,2 %
- Piraten
1,2 – 2 %
> 2 – 2,5 %
> 2,5 – 3 %
> 3 – 4 %
> 4 – 5,8 %
- NPD
0,3 – 1 %
> 1 – 2 %
> 2 – 3 %
> 3 – 4 %
> 4 – 5,1 %

### Ausschöpfungsquoten und Nichtwähleranteil
| Bundestagswahl 2013 mit NichtwähleranteilAusschöpfungsquoten der Parteien und Anteil der Nichtwähler %3020100 29,318,26,16,03,43,34,40,928,5 UnionSPDLinkeGrüneFDPAfDSonst.Ungült.Nichtw.Gewinne und Verlusteim Vergleich zu 2009 %p 6 4 2 0 −2 −4 −6 −8+5,7+2,1−2,2−1,5−6,8+3,3+0,2−0,1−0,7UnionSPDLinkeGrüneFDPAfDSonst.Ungült.Nichtw. |

## Nach der Wahl

### Rechtsvorschriften
Das Parlament muss innerhalb von 30 Tagen nach der Wahl zu einer konstituierenden Sitzung zusammentreffen. Der letztmögliche Termin war der 22. Oktober 2013. Für dieses Datum wurde die 1. Sitzung des 18. Bundestags anberaumt. Mit dem Zusammentritt des neuen Bundestags endet die alte Wahlperiode (Art. 39 Abs. 1 GG) und die Amtszeit der Bundesregierung (Art. 69 Abs. 2 GG). Solange keine neue Regierung vereidigt ist, bleibt die bisherige geschäftsführend im Amt (Art. 69 Abs. 3 GG).

### Koalitionsmöglichkeiten
| Mögliche Koalition                  | Sitze |
| ----------------------------------- | ----- |
| Sitze gesamt                        | 631   |
| Zweidrittelmehrheit (ab 421 Sitzen) |       |
| Union, SPD                          | 504   |
| Absolute Mehrheit (ab 316 Sitzen)   |       |
| Union, Grüne                        | 374   |
| SPD, Linke, Grüne                   | 320   |

Die Union war die stärkste Fraktion; sie hatte 311 Sitze (255 CDU + 56 CSU). Mit 316 Sitzen hätte sie eine absolute Mehrheit im 631 Sitze großen Bundestag gehabt. Mehrheiten hätte es für die Union mit allen anderen im Bundestag vertretenen Fraktionen gegeben. SPD, Linke und Grüne hätten eine Mehrheit ohne die Union bilden können – viele SPD-Spitzenpolitiker hatten einer Koalition mit der Linkspartei vor der Wahl aber eine klare Absage erteilt.
Gespräche über eine – von Unionsseite zunächst favorisierte – schwarz-grüne Zusammenarbeit kamen über erste Sondierungen nicht hinaus. Die Unionsführung bot eine Koalition an; die Grünen konnten sich aber nicht zu einer Zusage durchringen. Daher traten Union und SPD in Koalitionsverhandlungen ein.

### Koalitionsbildung
Am 17. Dezember 2013 trat die neue Bundesregierung aus Union und SPD mit Bundeskanzlerin Angela Merkel ihr Amt an.